# Valence (Espagne)
 (avril 2024).
Si vous disposez d'ouvrages ou d'articles de référence ou si vous connaissez des sites web de qualité traitant du thème abordé ici, merci de compléter l'article en donnant les références utiles à sa vérifiabilité et en les liant à la section « Notes et références ».
Pour les articles homonymes, voir Valence.
Valence (officiellement et en valencien : València ; en espagnol : Valencia) est ville d'Espagne, capitale de la province homonyme et de la Communauté valencienne. Sa population en 2023 est de 825 948 habitants, 1 615 223 si l'on inclut son espace urbain. C'est la troisième ville et zone métropolitaine la plus peuplée d'Espagne, derrière Madrid et Barcelone.

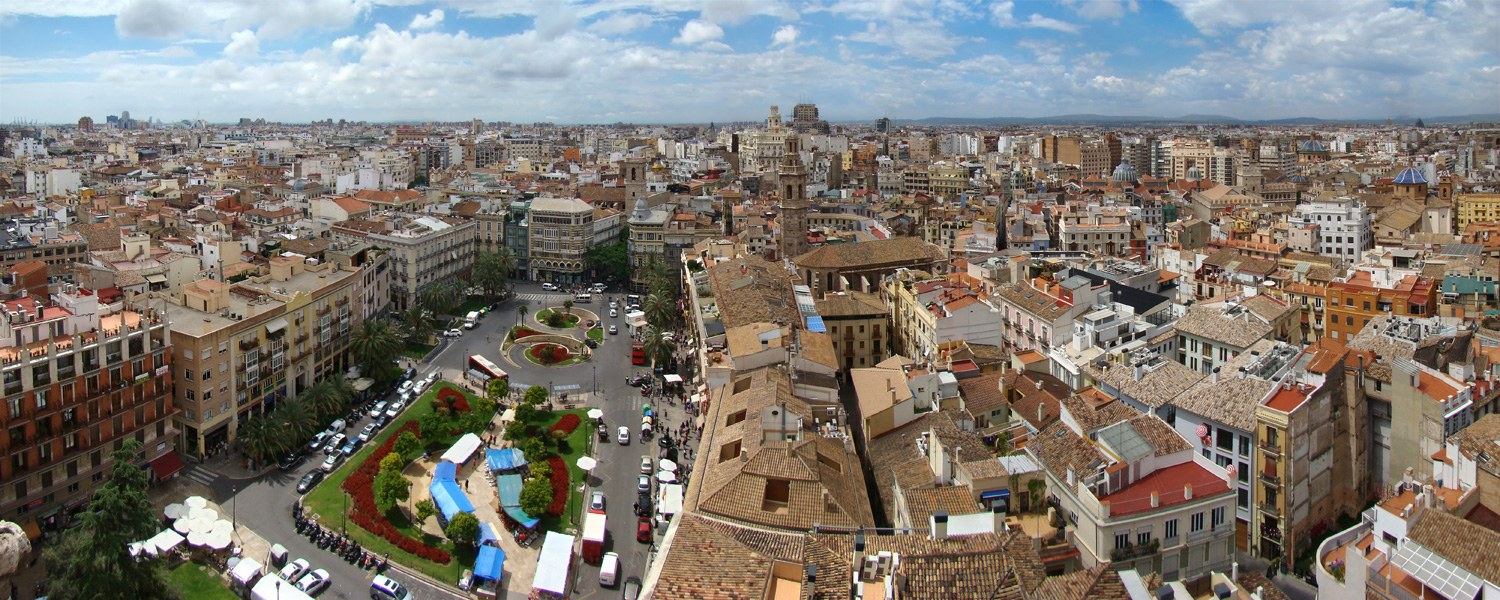
Vue panoramique de Valence depuis le Micalet.

Valence est fondée par les Romains en tant que colonie en 138 av. J.-C. sous le nom de Valentia Edetanorum. Après les périodes romaine et wisigothique, en 711, les musulmans occupent la ville, comme la plus grande partie de la péninsule Ibérique, apportant leur culture et leurs techniques, notamment en matière agricole, avec des systèmes d'irrigation performant et l'introduction de nouvelles cultures. En 1238, Jacques Ier, roi d'Aragon et comte de Barcelone, conquiert la ville et répartit les terres entre les colons participant à la conquête et au repeuplement ultérieur. Il  institue une nouveau corpus légistlatif pour la ville, les fors de Valence, bientôt étendus à l'ensemble du nouveau royaume de Valence. Au sein de la couronne d'Aragon, Valence et son royaume  connaissent une période de prospérité qui culmine au cours du dénommé siècle d'or valencien, entre les dernières décennies du XIVe et le XVe siècle. Au début du XVIIIe siècle, Philippe V abroge les fors pour punir le royaume de Valence qui avait majoritairement défendu ses rivaux les Habsbourg au cours de la guerre de Succession d'Espagne, les institutions du royaume disparaissent et son territoire est intégré à la couronne de Castille. En 1982, Valence devient capitale de la Communauté Valencienne, une communauté autonome d'Espagne.
La ville est située sur les rives du fleuve Turia, sur la côte orientale de la péninsule Ibérique, au centre du golfe de Valence. À l'époque de sa fondation par les Romains, elle était située sur une île fluviale du Turia, à environ quatre kilomètres de la mer. À environ dix kilomètres au sud de la ville se trouve la lagune de l'Albufera, propriété de la municipalité de Valence depuis 1911, abritant un écosystème remarquable.
En 2012, l'économie de la ville était axée sur les services, puisque près de 84 % de la population active occupée appartenait à ce secteur. Cependant, la ville a conservé une base industrielle, représentant 5,5 % de la population active. L'activité agricole se maintient encore sur le territoire municipal, principalement à travers des vergers, des cultures d'agrumes et maraîchère, qui forment sa célèbre huerta.
Valence dispose d'un patrimoine historique et monumental et de différents espaces paysagers et culturels, qui en font une des principales destinations touristique d'Espagne. Parmi ses monuments les plus représentatifs figurent le Micalet, la Cathédrale Sainte-Marie, les tours de Serranos, les tours de Quart, et la Loge de la soie, déclarée patrimoine de l'humanité par l'UNESCO en 1996. D'autres espaces touristiques et artistiques importants sont le musée des Beaux-Arts, l'Institut valencien d'art moderne (IVAM) et la Cité des Arts et des Sciences, inaugurée en 1998 et devenue un nouvel emblème de la ville. Le tribunal des Eaux, déclaré en 2009 patrimoine culturel immatériel de l'humanité, témoigne d'une longue tradition locale liée à l'activité agricole. Les fallas, festa major de la ville, sont entrées au patrimoine culturel immatériel de l'humanité de l'UNESCO en 2016.  Valence a accueilli divers événements mondiaux qui ont contribué à façonner l'image de la ville et à lui donner une projection internationale.

## Toponymie
Le toponyme « Valence » (en catalan : València ; en espagnol : Valencia) dérive du latin Valentia Edetanorum, que lui donnèrent les Romains lors de sa fondation. Ce nom fait référence aux Edetans, peuple ibère local, et correspond à l'habitude, attestée au IIIe siècle av. J.-C., de fonder des colonies avec des toponymes allégoriques de vertus militaires. Valentia  est  dérivé de  valens, -entis, participe présent du verbe valēre (« être fort, vigoureux, en bonne santé »). La désinence du pluriel neutre du participe provient de l'expression castra valentia (« places fortes vigoureuses », c'est-à-dire « valides, actives »), par opposition aux castra vetera (« vieilles places fortes », c'est-à-dire « places fortes abandonnées »). Valentia signifie donc littéralement « force, vigueur ».
Cette appellation contraste avec l’étymologie du nom de la Valence musulmane : sous le prince Abd al-Rahman Ier, Valence devient une ville islamique et les géographes qui la mentionnent — al-Razi et al-Udzrí — l'appellent Madinat al-Turab, « ville de terre », probablement parce que Valence était construite sur un sol d'alluvion et non sur la roche, et parce que ses rues n'étant pas pavées, la poussière y était abondante,. Ils réservent le terme Balansia à toute la taïfa de Valence. À l'époque d'Abd al-Aziz, la ville récupère le toponyme d'origine valencienne Balansīa.
Tout au long de l'histoire, la ville reçoit plusieurs surnoms, tels que  « la ville aux mille tours » (en espagnol : ciudad de las mil torres) au cours des XVIIe et XVIIIe siècles, « la capitale Turia » ou « la ville du Turia ». Au Moyen Âge, la ville est appelée «cap i casal» (« Tête [ou Chef] et foyer» [du royaume], une dénomination encore usitée aujourd'hui) ou de «Ciutat i Regne» (« Ville et Royaume »), illustrant l'étroit lien unissant la ville et son territoire, la première se constituant comme métropole du second. Au moment de sa conquête temporaire par Rodrigo Díaz de Vivar, elle est surnommée comme « Valence du Cid » (en catalan : València del Cid ; en espagnol : Valencia del Cid), une appellation reprise par certains écrivains de tendance conservatrice et désormais associée avec l'idéologie du franquisme. Au XIXe siècle, Valence devient aussi connue comme la « ville couvent », selon la description qu'en fait Victor Hugo dans Les Orientales (1829) (« Valence a les clochers de ses trois cents églises »).
En catalan-valencien, le nom de la ville s'écrit València (prononcé [vaˈlensia] en valencien général, [baˈlensia] en valencien central et en catalan nord-occidental) ; le terme est donc une exception dans les préconisations générales de  l'AVL sur l'accentuation de mots, qui conseillent d'utiliser l'accent aigu dans de tels cas ; on trouve, rarement, la graphie Valéncia, mais cette forme n'est pas retenue par l'AVL, qui privilégie la graphie générale pour ce toponyme emblématique du domaine catalanophone par souci de cohérence avec le reste du diasystème.

## Géographie

### Localisation

Vue aérienne de Valence et ses environs en août 2017, photo du satellite Sentinel-2 du programme Copernicus de l'Agence spatiale européenne.

La ville de Valence se situe sur la côte méditerranéenne de la péninsule ibérique, sur la plaine alluviale des fleuves Júcar et Turia, en plein centre du golfe de Valence. La noyau urbain primitif était situé à environ quatre kilomètres de la mer, sur une île fluviale du Turia. Les montagnes les plus proches de la ville sont quelques-uns des derniers contreforts du système ibérique dans la Communauté valencienne, comme le Cabeçol d'El Puig et la Serra Calderona, à environ 12 et 25 km au nord de la ville respectivement.

Valence a été traditionnellement capitale de l'ancienne comarque historique et naturelle de l'Horta de Valence, qui a été divisée en 1989 pour former les comarques de l'Horta Nord, l'Horta Sud, l'Horta Oest et celle de la « ville de Valence ». La comarque de Valence s'étend à la ville, ses écarts («pedanies») et à la lagune de l'Albufera.  La « ville de Valence » est limitrophe au nord avec les comarques de l'Horta Nord et du Camp de Túria, à l'est avec la mer Méditerranée, au sud avec les comarques de l'Horta Sud et la Ribera Baixa, et à l'ouest avec celle de l'Horta Oest .
L'exclave de Rafalell et Vistabella est limitrophe de Masamagrell, Masalfasar et la mer Méditerranée.
L'exclave de Mauella et Tauladella est limitrophe de Museros, Albuixech et Albalat dels Sorells.

L'exclave de Cases de Bàrcena est limitrophe de Foios, Meliana, Almàssera, Bonrepòs i Mirambell et Vinalesa .

### Topographie

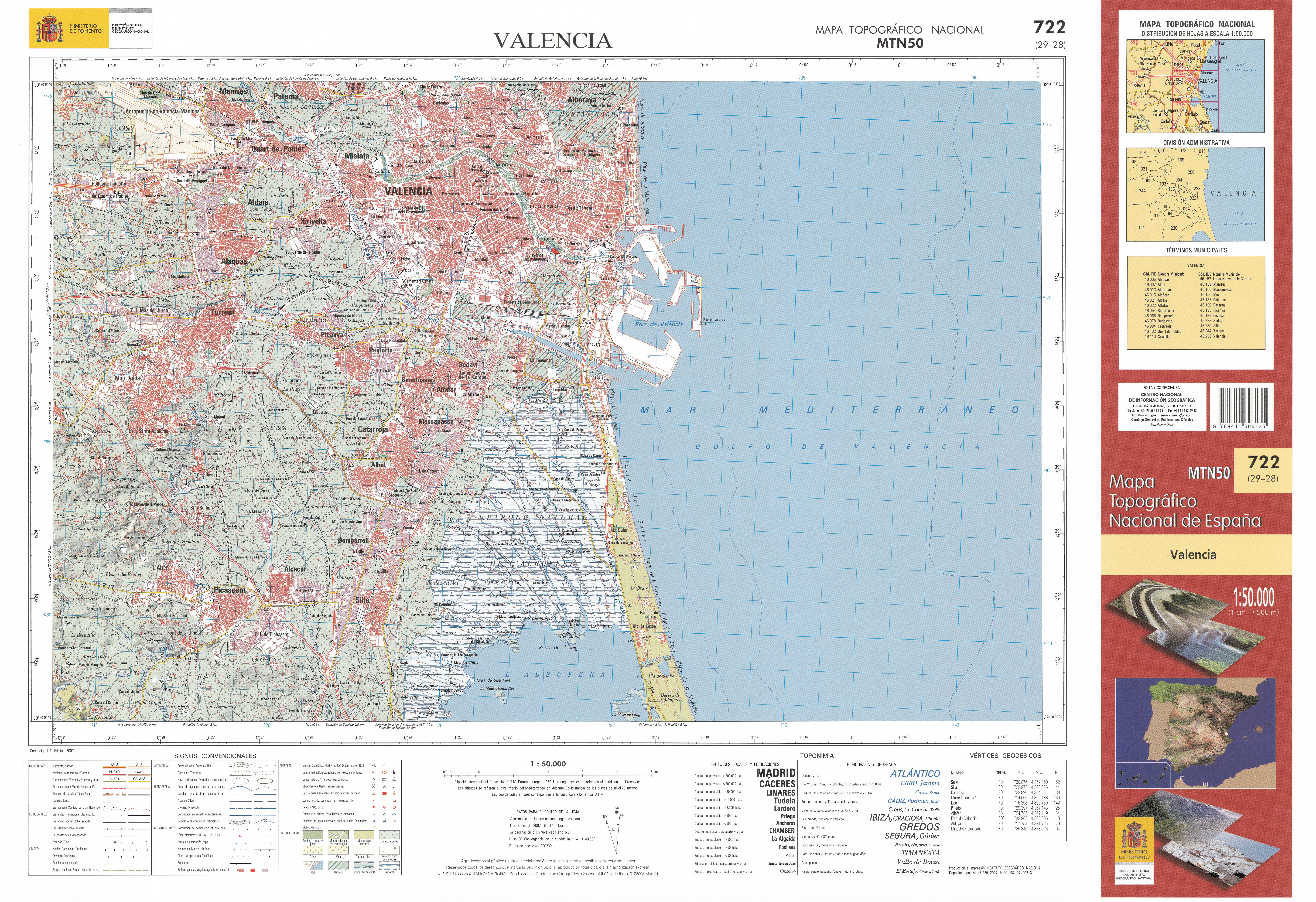
Carte topographique de Valence (2007).

La ville de Valence se trouve au centre de la dépression valencienne, au sud du système Ibérique. Cette plaine est la plus étendue de tout le bassin méditerranéen espagnol. La dépression est bordée par la Serra Calderona au nord, les monts du Turia au nord-ouest, la Sierra de las Cabrillas (ca) à l'ouest, le massif du Caroig (es) au sud-ouest et la Serra de Corbera et le Mondúver (ca) au sud.
La dépression trouve son origine dans le processus d'affaissement du Golfe de Valence qui a commencé il y a environ 6 millions d'années, et d'autre part, dans l'ensablement de la zone par l'apport sédimentaire des fleuves Palancia, Turia et Júcar, ainsi que des ravins de Carraixet et la rambla del Poio (en). Ce phénomène a été accéléré par la faible action érosive de la mer, et plus récemment par l’activité humaine, cause d'envasements sélectifs et de réduction des zones humides
La dépression n'est pas entièrement une plaine, car les zones extrêmement plates les plus proches de la côte sont connectées via de vastes contreforts intérieurs, comme le Plan de Quart (es) ou le Camp de Llíria (es) (deux comarques historiques). La plaine est parsemée de petites collines qui en brisent l'unité, comme le Cabeçol d'El Puig, la montagne des Saints de Sueca, la Serra Perenxisa (ca) de Torrent ou la montagne des Raboses (ca) de Cullera. L'altitude la plus élevée de la commune est de 104 m, mesurée à la ravine (barranc) d'Horteta. Les paysages traditionnels de cette unité de relief sont les champs de cultures de la huerta, les zones humides comme l' Albufera et les marais de Rafalell et Vistabella et celui dels moros (es),.

### Une ville fluviale
Valence est une ville fluviale, née à l'époque romaine sur une île au milieu du fleuve Blanc, l'actuel Turia. La ville est d'ailleurs surnommée « la capitale du Turia » ou « la ville du Turia ». Le fleuve est protagoniste de sa géographie et de son histoire, un facteur décisif dans la culture valencienne et une préoccupation constante à cause de ses catastrophes régulières. Selon l'historien Francesc Martínez Sanchis, la comarque de l'Horta Sud a connu au moins 12 crues entre 1864 et 2024, dont cinq « catastrophiques »,. Sans le fleuve, ni la morphologie de la ville ni la ville construite ne peuvent être comprises. Le rôle de l'ancien lit du Turia a été déterminant pour l'évolution et la configuration du centre urbain fortifié.
Les Romains choisirent une terrasse fluviale plus haute que le terrain environnant afin que la ville soit à l'abri des crues violentes et proche du port fluvial. C'est autour de ce noyau initial que s'organisera de façon compacte tout le développement urbain ultérieur. L'expansion urbaine à l'époque médiévale se fera sur des zones inondables, des zones que les Romains évitaient et qui, en même temps, génèreront une ségrégation urbaine : les zones les plus hautes, sans risque d'inondation, contiennent les bâtiments les plus importants de la ville : la Cathédrale, la Generalitat, l'Ajuntament (en) ; ils accueillent les élites politiques (la noblesse et le clergé), tandis que les zones concaves environnantes abritent le reste de la société et les activités de loisirs et d'artisanat,,,. 
Tout au long de l'histoire, l'eau du Turia a été utilisée pour irriguer les champs, pour lesquels un réseau d'irrigation complexe a été développé, caractéristique de la huerta de Valence
Les huit canaux d'irrigation (seguias) sont, sur la rive droite : la seguia de Quart, d'où part ensuite la seguia de Benàger i Faitanar, qui a également la catégorie de « seguia mère » ; la seguia de Mislata ; la seguia de Favara ;  et celle de Rovella . Et sur la rive gauche : la seguia de Tormos ; la seguia de Mestalla ; et celle de Rascanya.
Les toponymes de Ciutat Vella indiquent explicitement des élévations et des dépressions hors de portée des inondations ainsi que des concavités susceptibles d'être affectées par les débordements du fleuve : davallada de Burguerins, dels Genovesos (« Descente des Gênois »), pujada de la taverna del Toledà (« montée de la taverne du Tolédan »), rambla de Predicadors, carrer de la Mare Vella (du fleuve), el Tros Alt (plaça del Tossal), permettant de mieux comprendre les préoccupations des personnes qui les ont créés et l'importance du fleuve dans la configuration de Valence tout au long de son histoire.
Après la démolition des remparts de la ville (es) au milieu du XIXe siècle, le fleuve est pendant des siècles une frontière physique et psychologique, qui entrave l'expansion de la ville vers le nord. Les représentations cartographiques, les vues de la ville et les photographies témoignent de la présence et de la prééminence du fleuve dans le portrait de la ville dans le temps,.
En octobre 1957 se produit la gran riuada, la grande crue du Turia, qui a des conséquences dramatiques pour la population. La tragédie a un grand impact médiatique. Le manque de réactivité du pouvoir franquiste est vivement critiqué. Le maire de la ville, Trénor Azcárraga, marquis du Turia, est démis l'années suivante par les autorités franquistes en raison de ses protestations contre les déficiences des secours,,.
Afin d'éviter que de tels évènements se reproduisent, les autorités lancent un grand chantier visant à détourner le fleuve par le sud, avec des conséquences urbaine et sociales immédiates : le « Plan Sur ».  Le lit du fleuve est asséché et sera plus tard réaménagé. Ce plan cause un changement fondamental dans la physionomie de la ville,, s'il améliore d'une part la communication urbaine, d'autre part il a un impact négatif sur la traditionnelle huerta de la ville.

### Climat
Valence (1920-avril 2025)
Selon les critères de classification climatique de Köppen, Valence a un climat de transition entre le climat méditerranéen (Csa) et le climat semi-aride chaud (BSh).
La température moyenne annuelle est de 18,4 °C,. Pendant les mois d'hiver, la température ne descend habituellement pas au-dessous de 10 °C (il n’est pas rare que la température atteigne 20 °C pendant le jour). Janvier est le mois le plus froid, avec des températures maximales moyennes de 16 à 17 °C. et des températures minimales de 7-8 °C.  Le mois le plus chaud est août, avec des températures maximales moyennes de 30 à 31 °C. °C, des températures minimales de 21-23 °C et une humidité relative modérément élevée. Les précipitations sont rares en été, comme dans toute la Méditerranée, et un peu plus abondantes en automne ainsi qu’à la fin de l'hiver et au début du printemps. Les amplitudes thermiques journalière et annuelles sont faibles en raison de l'influence de la mer, avec environ 9 °C en moyenne et entre 9 et 10 °C réciproquement.
La moyenne annuelle de précipitations est de 453 mm. Celles-ci sont surtout abondantes en septembre et octobre, avec des épisodes de goutte froide qui peuvent déverser jusqu'à 150 mm en une seule journée et provoquer des inondations.
Les épisodes neigeux sont extrêmement rares, tout comme le gel. La moyenne de température annuelle est de 18,3 °C, comme on peut le voir sur le graphique. Le minimum étant une moyenne de 11,9 °C en janvier, et le maximum 26,1 °C en août. Le record de température maximale absolue est de 44,5 °C enregistré le 10 août 2023 et le minimum de -7,2 °C enregistré le 11 février 1956 ; la pluviométrie maximale en une journée est de 262,6 mm enregistrée le 17 novembre 1956, et la rafale de vent maximale est de 117 km/h, enregistrée le 25 février 1989.
Le taux d'humidité moyen est de 85 % le matin et de 55 % le soir. L'ensoleillement atteint 2 697 heures par an.
| Mois                                | jan. | fév. | mars | avril | mai  | juin | jui. | août | sep. | oct. | nov. | déc. | année |
| ----------------------------------- | ---- | ---- | ---- | ----- | ---- | ---- | ---- | ---- | ---- | ---- | ---- | ---- | ----- |
| Température minimale moyenne (°C)   | 7,1  | 7,8  | 9,7  | 11,5  | 14,6 | 18,6 | 21,5 | 21,9 | 19,1 | 15,2 | 10,8 | 8,1  | 13,8  |
| Température moyenne (°C)            | 11,9 | 12,7 | 14,6 | 16,2  | 19   | 22,9 | 25,6 | 26,1 | 23,5 | 19,7 | 15,3 | 12,6 | 18,3  |
| Température maximale moyenne (°C)   | 16,4 | 17,1 | 19,3 | 20,8  | 23,4 | 27,1 | 29,7 | 30,2 | 27,9 | 24,3 | 19,8 | 17   | 22,8  |
| Ensoleillement (h)                  | 171  | 171  | 215  | 234   | 259  | 276  | 315  | 289  | 235  | 202  | 167  | 155  | 2 697 |
| Précipitations (mm)                 | 37   | 36   | 33   | 38    | 39   | 22   | 8    | 20   | 70   | 77   | 47   | 48   | 475   |
| Nombre de jours avec précipitations | 4    | 3    | 4    | 5     | 5    | 3    | 1    | 2    | 4    | 5    | 4    | 5    | 44    |
| Humidité relative (%)               | 63   | 61   | 61   | 60    | 65   | 65   | 66   | 68   | 67   | 66   | 65   | 65   | 65    |
| Nombre de jours d'orage             | 0    | 0    | 1    | 1     | 2    | 2    | 2    | 3    | 3    | 2    | 1    | 0    | 18    |
| Nombre de jours avec brouillard     | 1    | 2    | 1    | 1     | 1    | 1    | 0    | 1    | 1    | 0    | 1    | 1    | 11    |

### Risques naturels
Depuis sa fondation, la ville est soumise à de fréquentes crues du Turia. À la suite de la grande inondation de 1957, un plan baptisé Plan Sur est élaboré pour détourner le cours du fleuve vers le sud de Valence. Ce projet dotait le fleuve d'une capacité de drainage de 5 000 m³/s. Il a pleinement joué son rôle depuis, la ville ayant été préservée des crues, mais au détriment des communes plus récemment urbanisées du sud de l'agglomération, qui en souffrent notamment lors des inondations meurtrières d'octobre 2024,
Un autre risque qui affecte plus généralement la zone méditerranéenne de la péninsule ibérique sont les vagues de chaleur et de froid. Chaque année, pendant les mois d'été, Valence connaît plusieurs alertes à la canicule. Pendant les mois d’hiver, le danger vient des vagues de froid, car les températures peuvent parfois descendre en dessous de 0. °C, en raison de l'arrivée de courants d'air glacés en provenance de l'Arctique ou de la Sibérie.
Valence est située dans une zone à risque sismique modéré. Différents tremblements de terre ont eu lieu à Valence, les plus importants étant ceux de 1823 et de 1904, d'intensité 5 sur l'échelle de Richter 16 tremblements de terre se sont produits entre 2010 et 2011, tous de faible intensité, avec des magnitudes comprises entre 1,5 et 2,8 sur l'échelle de Richter.

## Écologie

### Flore

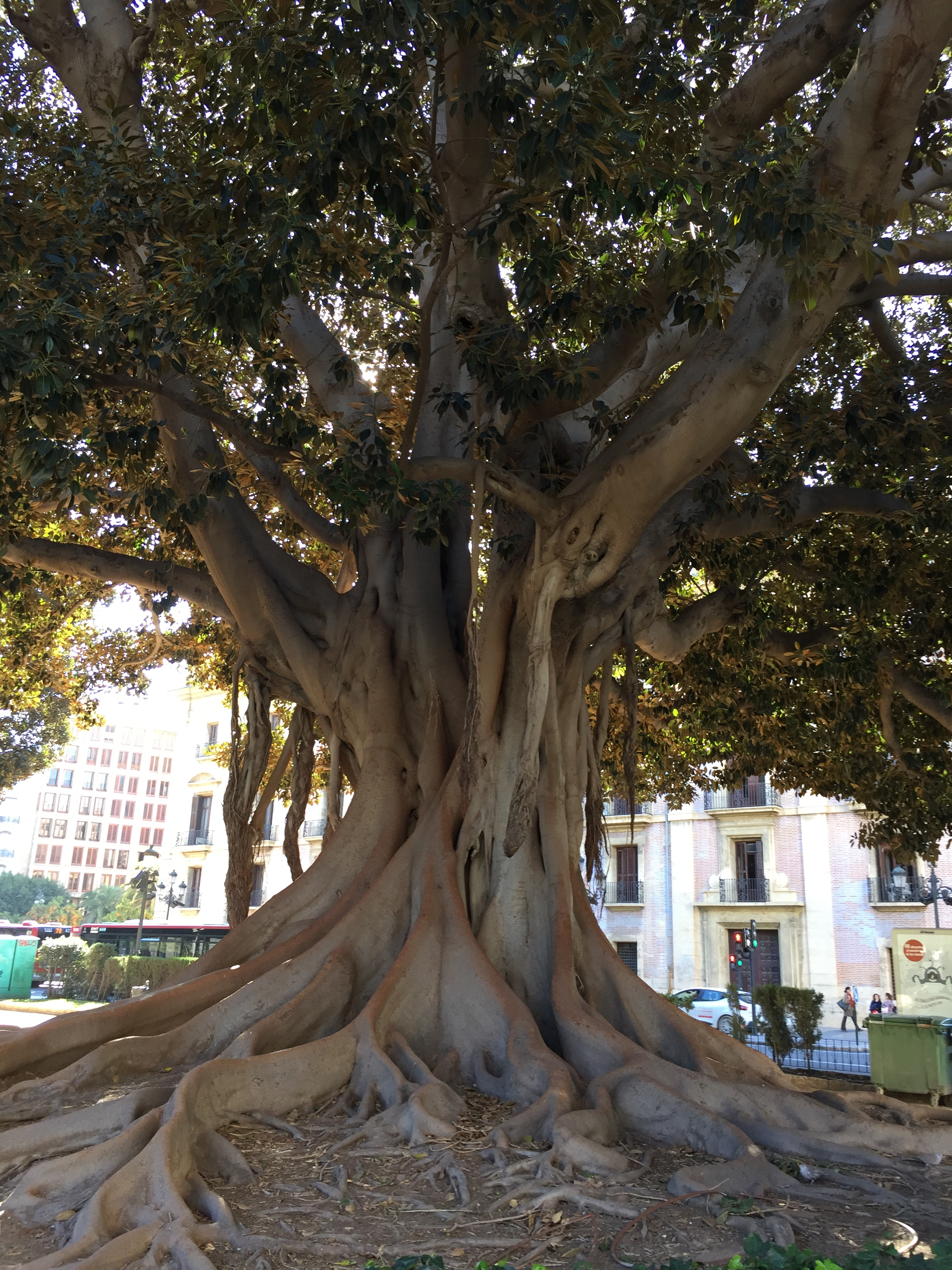
Ficus macrophylla. Cette espèce importée d'Australie s'est bien acclimatée dans la ville et est présente dans plusieurs parcs, notamment Place de Tetuan.

Valence se situe dans la zone climatique de l'étage thermo-méditerranéen,  sa végétation climacique est donc la forêt méditerranéenne, tandis que le maquis apparaît dans les zones où la végétation arborée a disparu. En raison de l'anthropisation du milieu, la plupart des espèces de plantes communes de nitrophile prédominent, à l'exception de cellesque l'on trouve dans les zones humides  (Albufera et marais de Rafalell et Vistabella)  et les lits fluviaux.
Les principales espèces d'arbres dans la forêt méditerranéenne de la région (principalement dans la Devesa del Saler) sont le chêne vert et le pin d'Alep, tandis que les espèces d'arbustes en sous-bois ou dans les maquis sont le pistachier lentisque, et le tamarix, le genévrier, le myrte commun, le thym, les genêts, le romarin, la sarriette et le palmier nain.
En outre, les espèces d'arbres associées à la rive du Turia sont le saule, l'aulne, le peuplier, le frêne et l'orme tandis que les espèces d'arbustes sont le roseau, la quenouille, le laurier-rose et les ronces. Dans les terres humides et les fossés, on peut trouver plusieurs espèces de végétation marécageuse, qui ont leurs racines dans l'eau douce ou les boues humides, comme les roseaux, quenouilles, roseaux et les laîches glauques.
Dans les dunes les plus proches de la mer se trouvent des « espèces pionnières », dont certaines sont uniques aux dunes mobiles, comme les roseaux ou le liseron des dunes, tandis que d'autres sont propres aux dunes fixes typiques, tels que le nerprun alaterne ou le pistachier lentisque. Enfin, les creux entre les dunes abritent certaines espèces telles la spartine maritime et la salicorne.

### Faune
La comarque de Valence offre une grande biodiversité, particulièrement dans l'Albufera, où se trouve un Centre de récupération de la faune.
On trouve diverses espèces d'anatidae, jusqu'à 10 000 exemplaires de nette rousse, 20 000 exemplaires de canard souchet ou de canard colvert. Il faut aussi mentionner les colonies d'ardeidae, en particulier des aigrettes, des crabiers chevelus et des hérons cendrés. Enfin, on note la présence d'espèces telles que la sterne pierregarin, la sterne caugek, l'échasse ou la mouette.
En ce qui concerne les mammifères, il y a des espèces de rongeurs comme le rat brun, le rat d'eau, la souris ou le mulot. On trouve aussi des musaraignes, des renards et diverses espèces de chauves-souris (miniopterus schreibersii et molosse de Cestoni).
Au nombre des amphibiens, on note le crapaud commun, le crapaud calamite, le discoglossus pictus, le pélobate cultripède et la grenouille verte commune. Il y a aussi divers types de lézards : le podarcis hispanicus, le lézard ocellé, le chalcides bedriagai, l'Acanthodactylus erythrurus et le psammodromus algirus ; ainsi que diverses espèces de couleuvres : blanus cinereus, coronella girondica, couleuvre fer-à-cheval, couleuvre de Montpellier, vipère de Lataste ; des geckos, et des tortues (cistude et mauremys leprosa).

### Espaces naturels
La comarque de Valence compte plusieurs sites et espaces naturels d'importance écologique ou culturelle particulière qui doivent en grande partie leur état actuel à l'action humaine.

#### Le parc naturel de l'Albufera

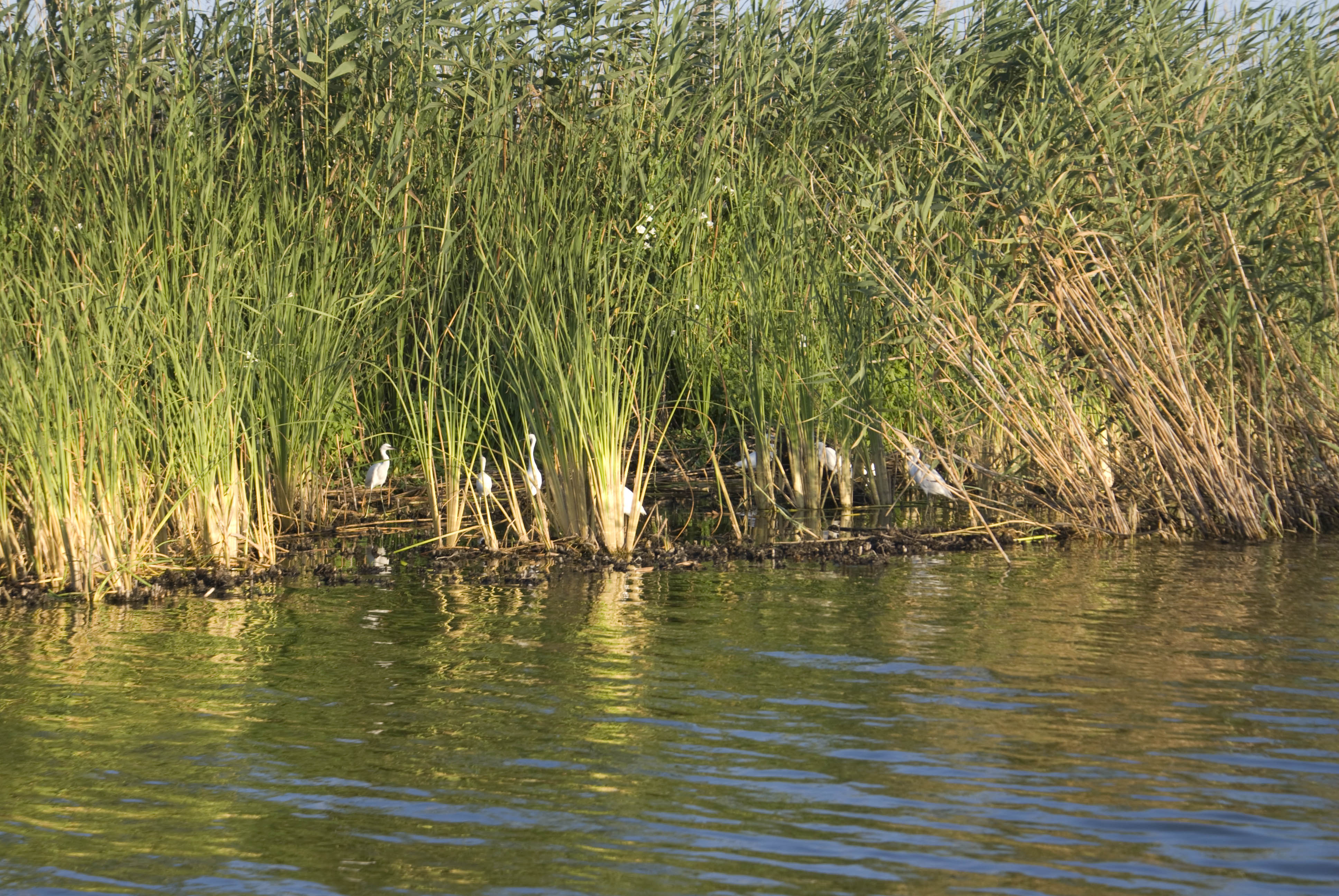
Hérons dans les roseaux en bordure de l'Albufera.

Le territoire de la lagune de l'Albufera (21 120 hectares) est instauré en parc naturel par la Généralité valencienne le 23 juillet 1986 et depuis 1990 elle est incluse dans la liste des zones humides d'importance internationale pour les oiseaux établie en vertu de la Convention de Ramsar du 2 février 1971. Depuis 1992, c'est une zone SIC ( Site d'importance communautaire) et depuis 1994, elle est incluse dans les zones ZPS ( Zone de protection Spéciale pour les oiseaux). Cette zone humide se trouve à environ 10 km au sud de la ville de Valence, et comprend le système formé par l'Albufera, son environnement humide et la bande côtière adjacente aux deux (la devesa del Saler).
L'Albufera est propriété de la municipalité de Valence depuis 1911, date à laquelle elle fut achetée à la couronne d'Espagne pour environ un million de pesetas.  

#### Les marais de Rafalell et Vistabella

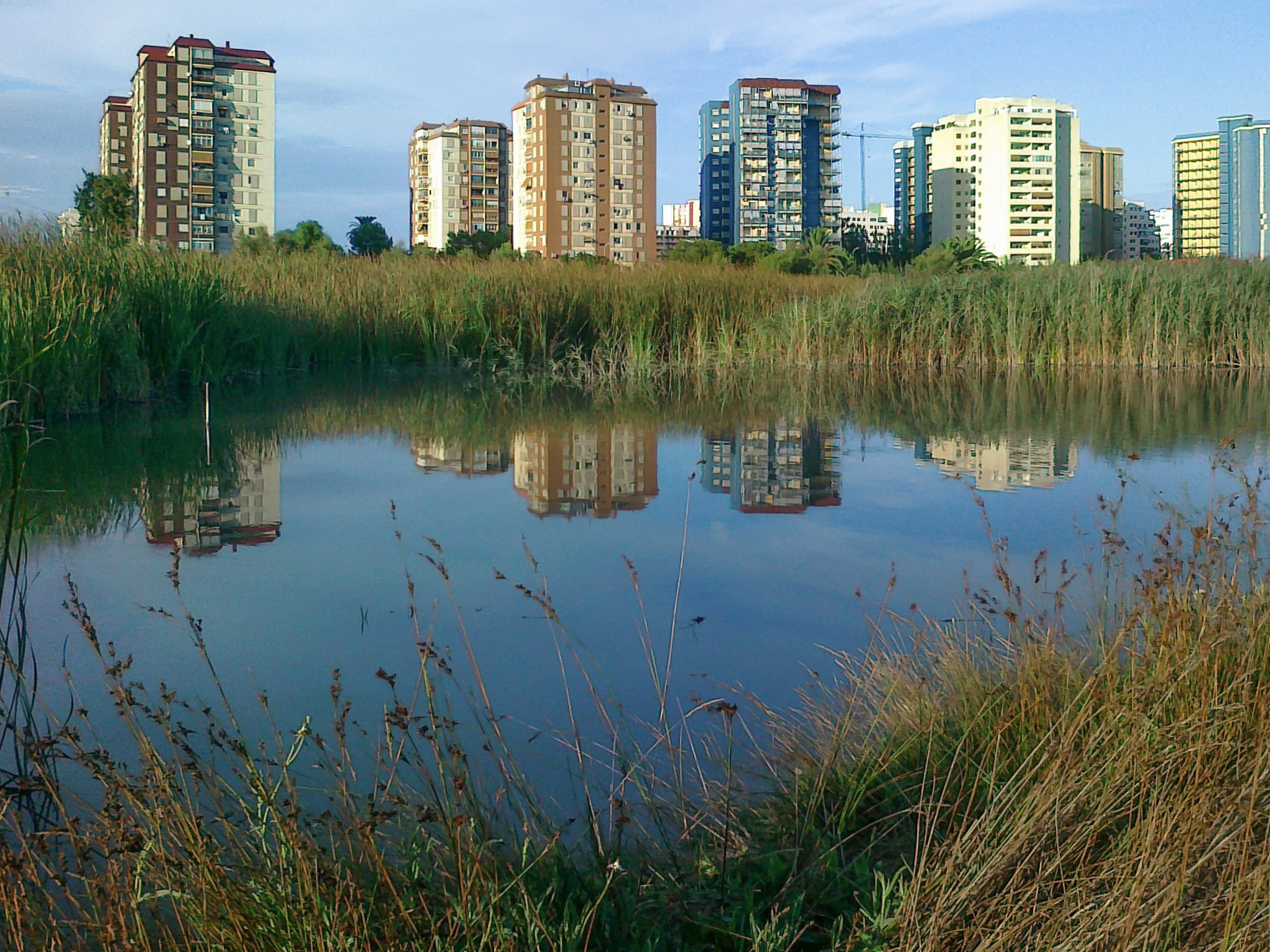
Marais de Rafalell et Vistabella.

Le marais de Rafalell et Vistabella, avec une superficie de 102,92 hectares, est l'un des derniers marais qui s'étend au nord du fleuve Turia, entre Alboraia et Sagonte. Il est approvisionné par des eaux souterraines et des restes d'irrigation. La végétation de cette zone humide est dominée par des roselières et des juncales, qui servent de refuge à plusieurs espèces d'oiseaux échassiers. Les fossés abritent diverses espèces de poissons, tels l'anguille, le bar commun, le mulet cabot et l'atherina boyeri, mais il offre aussi des habitats appropriés pour la réintroduction d'espèces endémiques de la Communauté valencienne comme le Valencia hispanica, l'Aphanius d'Espagne, la loche de rivière ou l'écrevisse.

#### La huerta
La huerta de Valence apparaît à l'époque romaine, alors que la ville est un centre logistique et d'hivernage pour ses campagnes de conquête en Ibérie. Les Romains introduisent de nouvelles cultures comme les céréales (blé et orge), l'olivier et la vigne. Sont aussi cultivés les figues, le lin et les plantes potagères.
On a longtemps cru que la huerta de Valence ne s'était vraiment développée qu'au Moyen Âge, au cours de la période islamique avec la construction d'un vaste réseau d'infrastructures d'irrigation consistant en canaux, bassins et petits barrages. Or, comme le signale l'archéologue Miquel R. Martí Maties, dès le Ier siècle, les Romains avaient construit un aqueduc allant d'une source située à Tuéjar, à 585 m d'altitude, jusqu'à la Plaça del Tossal, au centre de la ville de Valence, en passant par Domeño El Viejo, Gestalgar, Pedralba et Manises. Avec une longueur totale de 98,6 km, cet aqueduc était le plus long d'Espagne et le sixième du monde romain. Cette infrastructure hydraulique a permis le développement de cultures céréalières qui alimentèrent Constantinople au cours du VIe siècle.
Historiquement, les terres irriguées ont occupé la plus grande partie du littoral valencien. La huerta valencienne a été traditionnellement irriguée par 8 seguias du Turia. Au long de ces infrastructures se sont établis des moulins à eau, des blanchisseries, des maisons et des alqueries.
Outre une amélioration dans les techniques d'irrigation, les Arabes introduisent de nouvelles cultures : orange, riz, soie, canne à sucre, abricot, coton.
Après la crise des secteurs du chanvre et de la soie au milieu du  XIXe siècle, la huerta de Valence se réoriente vers la culture maraîchère plutôt que celle des agrumes, à la différence de la tendance générale dans la région, dont cette culture devient la principale ressource à l'exportation.
À travers la huerta, l'activité agricole se maintient encore sur le territoire municipal, principalement dans des vergers et la culture maraîchère.
Dans son célèbre essai Nosaltres, els valencians (« Nous, les Valenciens », 1962), Joan Fuster écrit : « València és una ciutat envaïda pel camp: per l'horta. [...] L'horta, en efecte, assalta l'urbs » (« Valence est une ville envahie par la campagne : par la huerta. [...] La huerta, en effet, assaille la métropole »),.
La huerta s'est trouvée au centre de plusieurs conflits sociaux entre des secteurs défendant sa conversation contre le développement agricole, urbain, industriel ou des transports.
Les Valenciens sont très majoritairement favorables à la préservation de la huerta.

#### Les plages urbaines

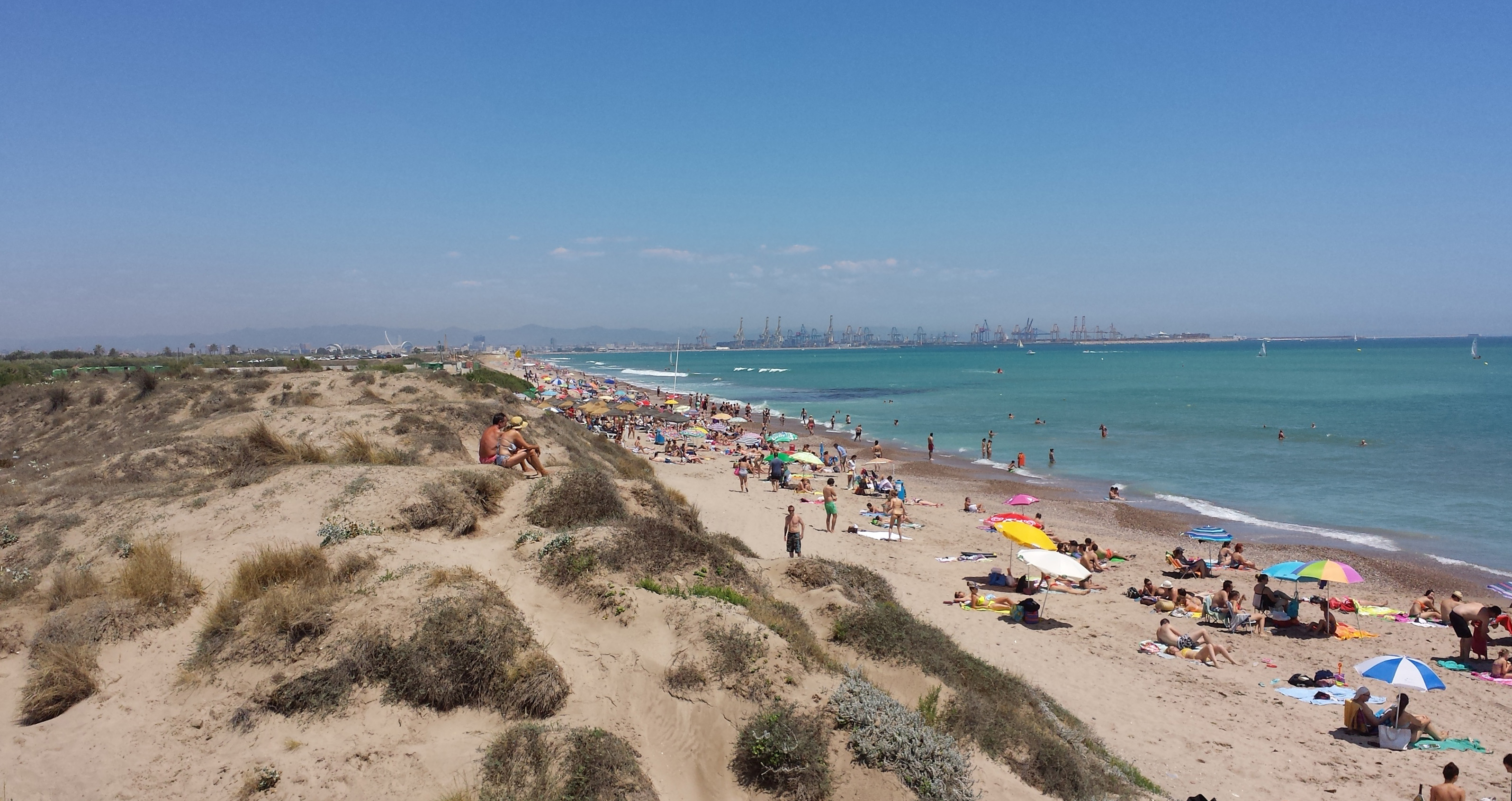
Dunes et plage à Pinedo au sud du port de Valence.

Valence possède deux plages urbaines de sable doré, la plage d'El Cabanyal et celle de la Malva-Rosa, qui sont délimitées au sud par le port de Valence et au nord par la plage de la Patacona à Alboraia. Ce sont des plages de caractère urbain, qui ont une grande promenade bordée de nombreux établissements occupant d'anciens bains publics et offrant un choix d'hébergements et de cuisine locale.
Les plages de la capitale au sud du Turia sont plus sauvages. À Pinedo, le secteur de la Maison Noire est réservé aux amateurs de nudisme. Plus loin, sont les plages du Perellonet et de El Perello, soit plus de 15 kilomètres de sable protégés par des dunes, au cœur du parc naturel de l'Albufera.

## Histoire

### Antiquité
Les archéologues ont trouvé des restes d'occupation humaine remontant aux IVe et IIIe siècles av. J.-C.,. Dès cette époque, la région était un site de production de céramique de luxe.

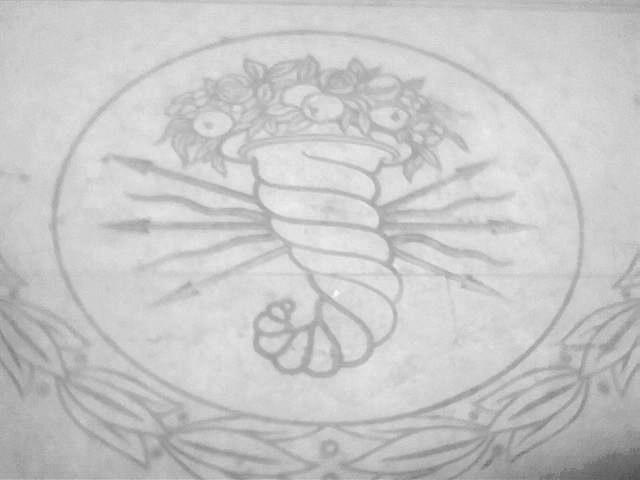
Corne d'abondance romaine symbolisant Valence sur la place de la Vierge.

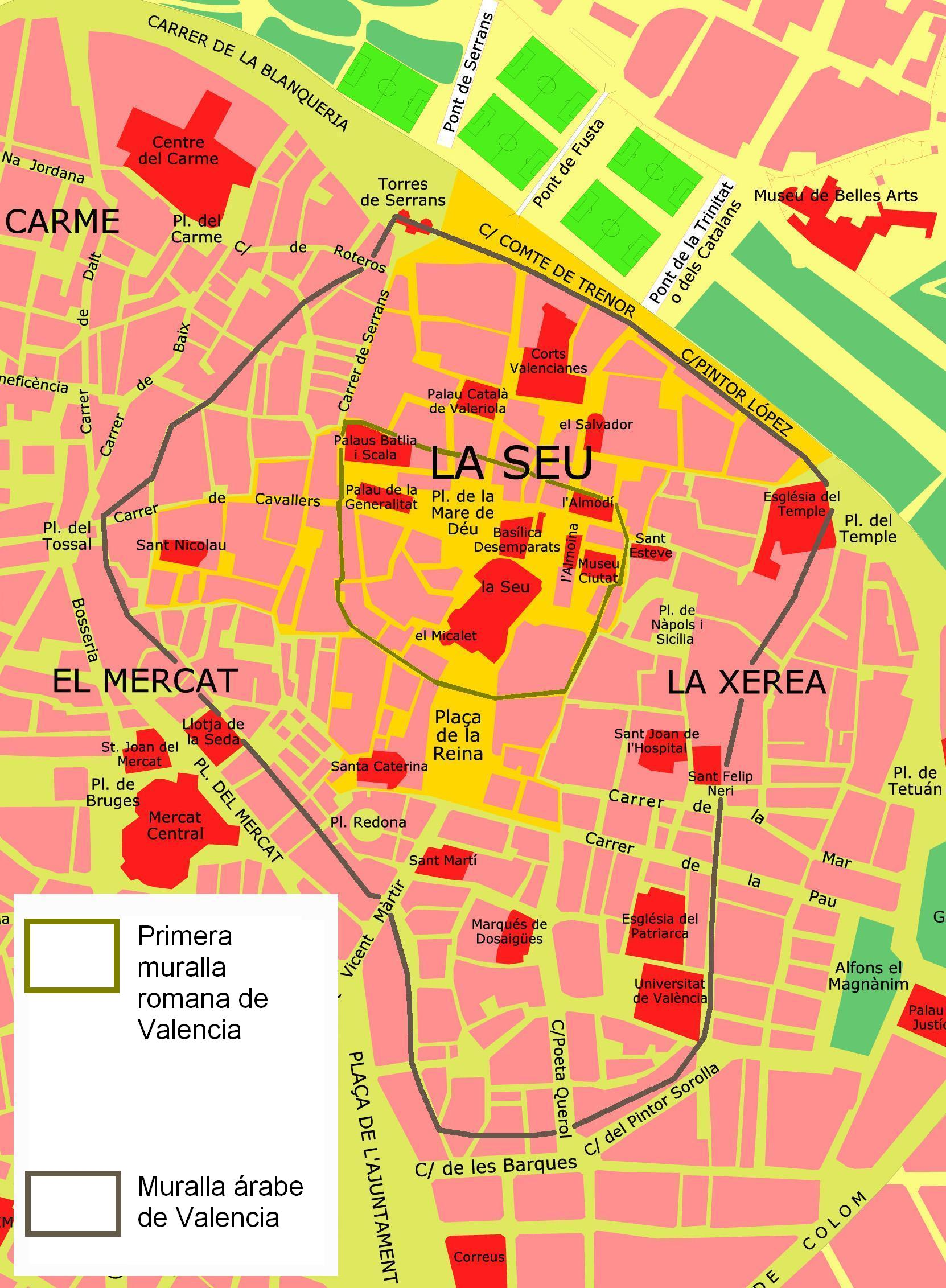
Murailles romaines et arabes

La ville de Valence est fondée en 138 av. J.-C. sous le nom de Valentia Edetanorum par la république romaine, dont le consul à l'époque est Decimus Junius Brutus Callaicus. Le plan est typiquement romain,  car la ville est située dans un lieu stratégique près de la mer, une île fluviale traversée par la Via Augusta, reliant  la Bétique Rome, capitale de l'empire. Le noyau principal se situe aux alentours de l'actuelle place de la Vierge, où se croisent les deux axes de la ville, le cardo et le Decumanus, correspondeat respectivement aux actuelles rues Salvador-Almoina et Cavallers,.
En 75 av. J.-C., la ville est détruite pendant la guerre qui oppose Pompée à Sertorius. Elle ne sera reconstruite que 50 ans plus tard. Au milieu du Ier siècle , Valence connaît une croissance urbaine importante grâce à l'arrivée de nouveaux citoyens, vétérans de l'armée. Cette expansion se traduit par la construction de grands bâtiments publics notamment le forum, les arènes et, plus tard, le port fluvial situé près des actuelles tours de Serranos.
Entre 260-270, la ville est détruite puis reconstruite sur une plus petite surface. Avienus la mentionne dans ses Ora maritima sous le nom de Tyris.
Au IVe siècle, la première communauté chrétienne apparaît dans la ville, à laquelle appartenait saint Vincent de Saragosse martyrisé en 304.
Au cours du Ve siècle, la décadence de l'Empire romain favorise l'arrivée de vagues de peuplement germaniques, notamment des Suèves, des Vandales et des Alains. L'Église participe à la transformation de la ville après la chute de l'empire romain, en convertissant les temples romains en lieux de culte catholique. Valence devient un évêché sous la dépendance de Tolède.
À la suite de l'invasion byzantine dans le sud-ouest de la péninsule, la ville acquiert une importance stratégique, avec l'installation de contingents militaires wisigoths en 554. Après l'expulsion des byzantins en 625, la ville est pratiquement abandonnée et les documents sur cette période de l'histoire de la ville sont très rares. La population totale de la péninsule est alors estimée à environ cinq millions de personnes, principalement des serfs et des esclaves. Les 200 000 Wisigoths et 100 000 Suèves formaient la classe dirigeante. La population hispano-romaine n'avait pas accès aux charges publiques. Il y avait aussi une population juive.

### période wisigothique
Pendant la période wisigothique, la ville est le siège épiscopal de l'Église catholique, dépendant de l'archidiocèse de Tolède qui incluait l'ancienne province romaine de la Carthaginoise dans le diocèse d'Hispanie.

### Époque musulmane (VIIIe–XIIIesiècles)
En 711, la ville est prise par le chef berbère Tariq ibn Ziyad à la tête d'une armée de 12 000 hommes. Alors qu'Abd al-Rahman Ier, premier émir de Cordoue, avait ordonné la destruction de la ville, son fils Abd Allah al-Balansi s'y installe quelques années plus tard. Depuis Balansiya — graphie de la ville en arabe —, il exerce son autorité sur toute la région. Il fait notamment construire aux abords de la ville un luxueux palais, dont on n'a trouvé aucun vestige, le Russafa, qui a donné son nom au quartier actuel de Russafa. Durant plusieurs siècles, la ville portera le nom de Medina al-Turab ou ville de la poussière, en raison de l'état d'abandon dans lequel elle se trouvait.
Durant cette période, la ville est appelée Medina al-Turab, ville de boue ou de poussière,.
Les musulmans importent leur langue, leur religion et leurs coutumes mais la coexistence avec les habitants d'origine hispanique se fait de manière pacifique. L'assimilation de la population indigène à la religion musulmane et à la culture arabe a été très rapide puisqu'on estime que dès la fin du Xe siècle, les chrétiens et juifs ne représentaient plus que de 10 % de la population. Pendant la période musulmane, les villes ont été des foyers actifs d’une arabisation linguistique qui s'impose jusque dans les campagnes.
Il ne reste aucune trace du mozarabe — descendant très arabisé du roman local primitif — au moment de la conquête chrétienne au XIIIe siècle.
Le plus grand essor de la ville commence avec les royaumes de taïfas (XIe siècle), dont celle de Valence. La ville s'agrandit et, à l'époque d'Abd al-Aziz ( XIe siècles ) un nouveau mur fut construit, dont les vestiges sont conservés dans toute le district de Ciutat Vella. Au sein de la taïfa des Amirides (descendants de Almanzor), Valence est une ville au rayonnement important. L'agriculture se développe grâce au creusement de nouveaux canaux d'irrigation.

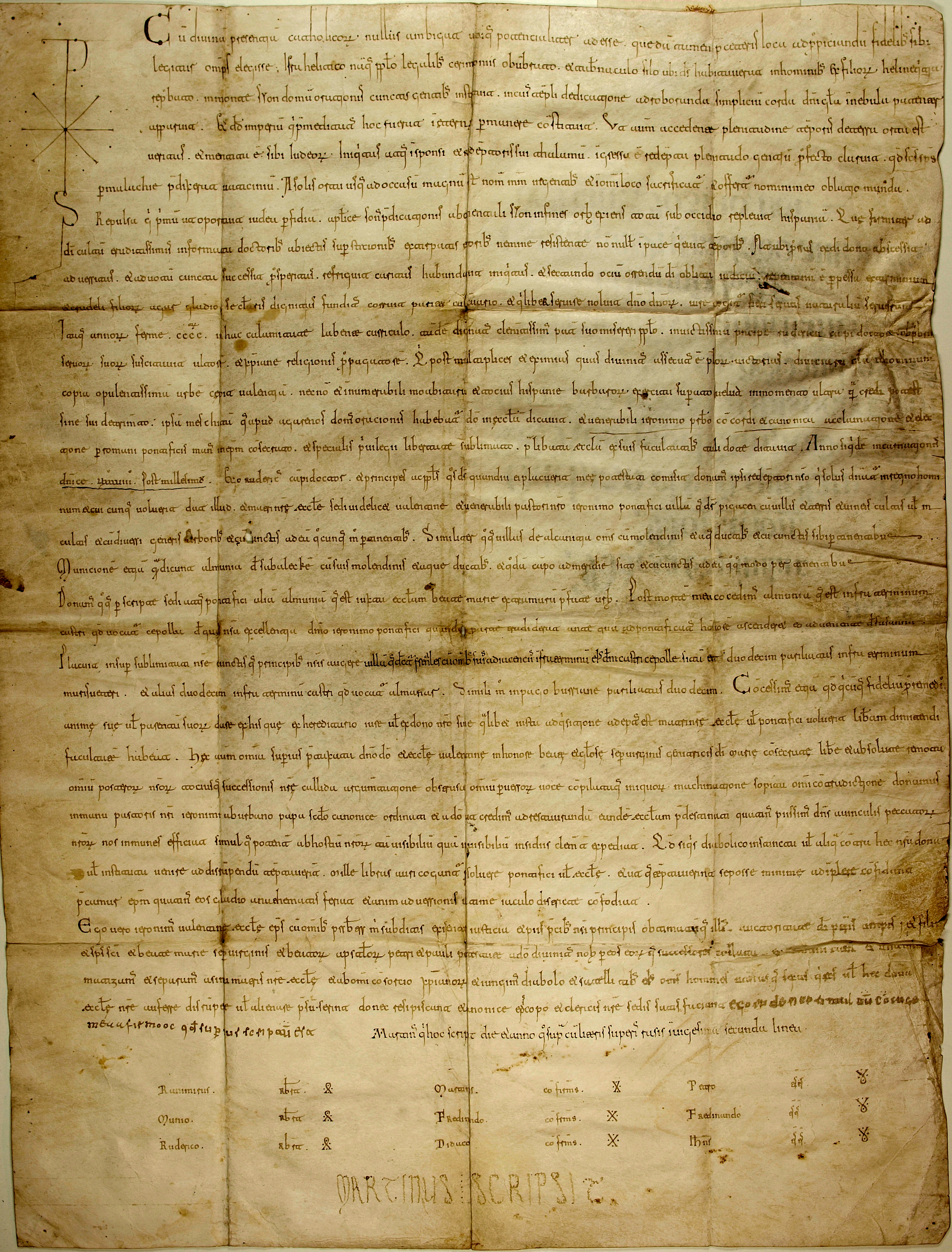
Dotation du Cid à la cathédrale de Valence datée de 1098. Au bas du texte apparaît l'autographe de Rodrigo Díaz: ego ruderico, simul cum coniuge mea, afirmo oc quod superius scriptum est.

Entre 1087 et 1089, Valence est gouvernée par le roi al-Qadir. Elle doit subir les attaques de Al-Mundir et du comte de Barcelone Raimond-Bérenger II.
Le noble castillan Rodrigo Díaz de Vivar entre à Valence, laissant la ville aux mains des troupes chrétiennes entre 1094 et 1102, y établissant une seigneurie indépendante. Après la mort du Cid, son épouse Chimèna réussit à défendre la ville pendant un temps avec l'aide de son gendre, Raimond-Bérenger III de Barcelone. Finalement en mai 1102, incapable de défendre la principauté, les troupes du Cid abandonnent Valence avec l'aide d'Alphonse VI, après avoir pillé et incendié la ville.
Le déclin du pouvoir almoravide coïncide avec l'essor d'une nouvelle dynastie nord-africaine, les Almohades, qui prennent le contrôle de la péninsule à partir de 1145, bien que leur entrée à Valence soit stoppée par Ibn Mardanis, roi de Valence et de Murcie, jusqu'en 1171, lorsque la ville tombe finalement aux mains des Nord-Africains.

### Le royaume de Valence au sein de la couronne d'Aragon (XIIIe–XVIIIesiècles)

#### Reconquista et instauration du royaume de Valence

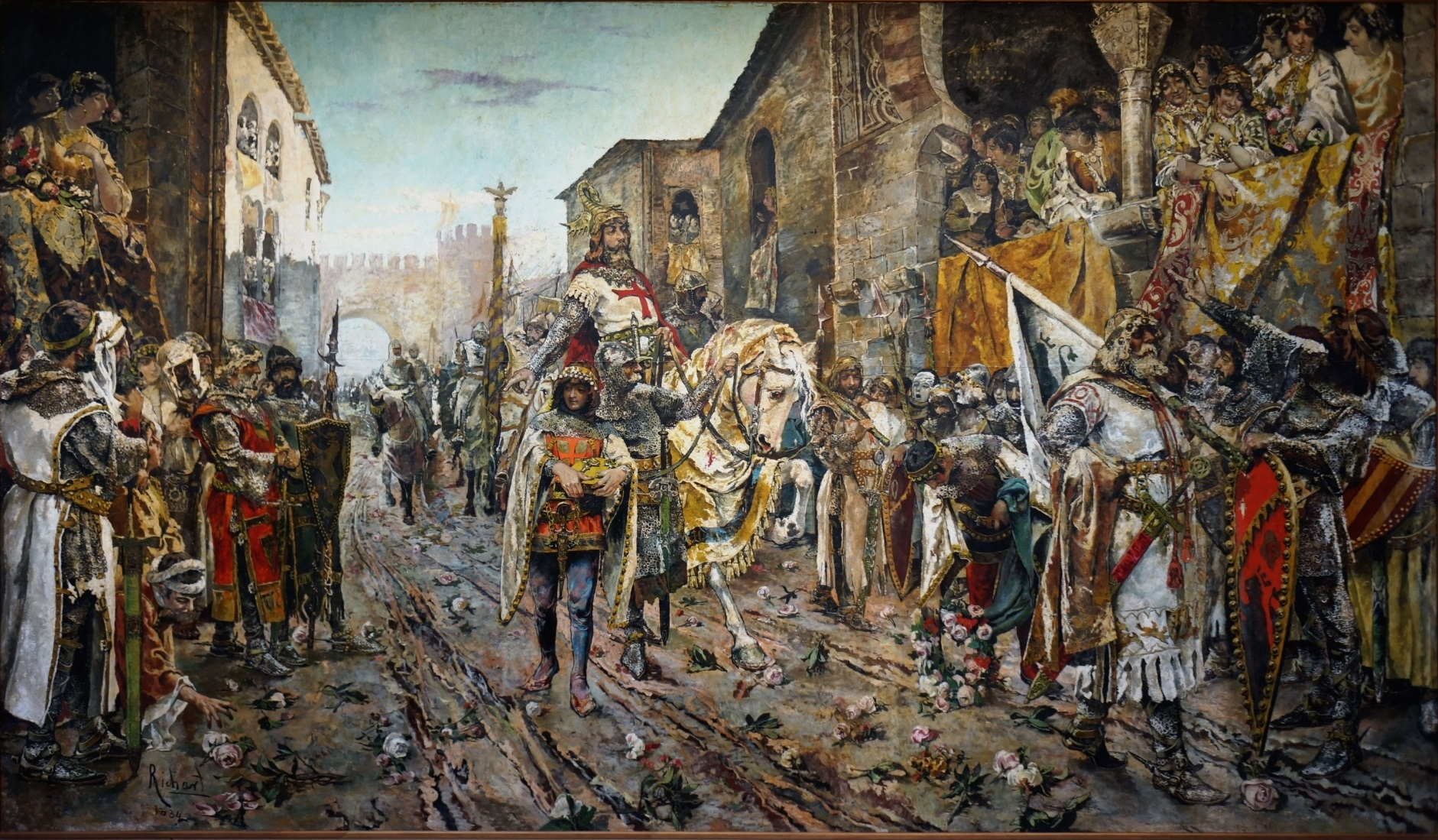
Entrée triomphale de Jacques Ier d'Aragon en 1238.

En 1238, la ville est conquise par Jacques Ier, roi d'Aragon et comte de Barcelone, avec l'aide des troupes des ordres militaires. Après la victoire chrétienne, la population musulmane est expulsée et la ville divisée entre ceux qui avaient participé à la conquête, comme en témoigne le Livre du Repartiment. Les territoires nouvellement conquis sont intégrés dans le royaume de Valence, nouvellement institué, constituant un nouvel État au sein de la couronne d'Aragon. Le monarque accorde à la ville de nouvelles lois, les fors de Valence (Furs en catalan-valencien), qu'il étend des années plus tard à l'ensemble du royaume de Valence. Cette conquête est considérée comme l'« acte de naissance » du peuple valencien,. Cet évènement est commémoré le 9 octobre depuis le XIVe siècle.
La ville traverse de graves difficultés au milieu du XIVe siècle . D'une part, la peste noire de 1348 et les épidémies successives des années suivantes, qui déciment la population, et d'autre part, une série de guerres et de révoltes qui suivent, comme la guerre de l'Union, une révolte citoyenne contre les excès de la monarchie menée par Valence comme capitale du royaume,  ainsi que la guerre avec Castille, qui force la construction hâtive d'une nouvelle muraille pour contenir à deux reprises (dans les années 1363 et 1364) l'attaque castillane.
Des conflits éclatent entre les trois communautés qui peuplent la ville : chrétiens, juifs et musulmans. L'importance croissante du quartier juif dans l'économie de la ville et l'expansion de leur quartier aux dépens des paroisses voisines entraine une émeute populaire en 1391, qui aboutit à l'obligation pour les juifs de se convertir au christianisme sous peine de mort. Les musulmans, qui occupaient le quartier actuel du marché de Mossen Sorell, près d'El Carme, sont également victimes d'une émeute en 1456.
À la suite de la mort de Martin Ier d'Aragon en 1410, le compromís de Caspe instaure une nouvelle famille sur le trône de la couronne d'Aragon, la maison de Trastamare.

#### Le siècle d'or valencien

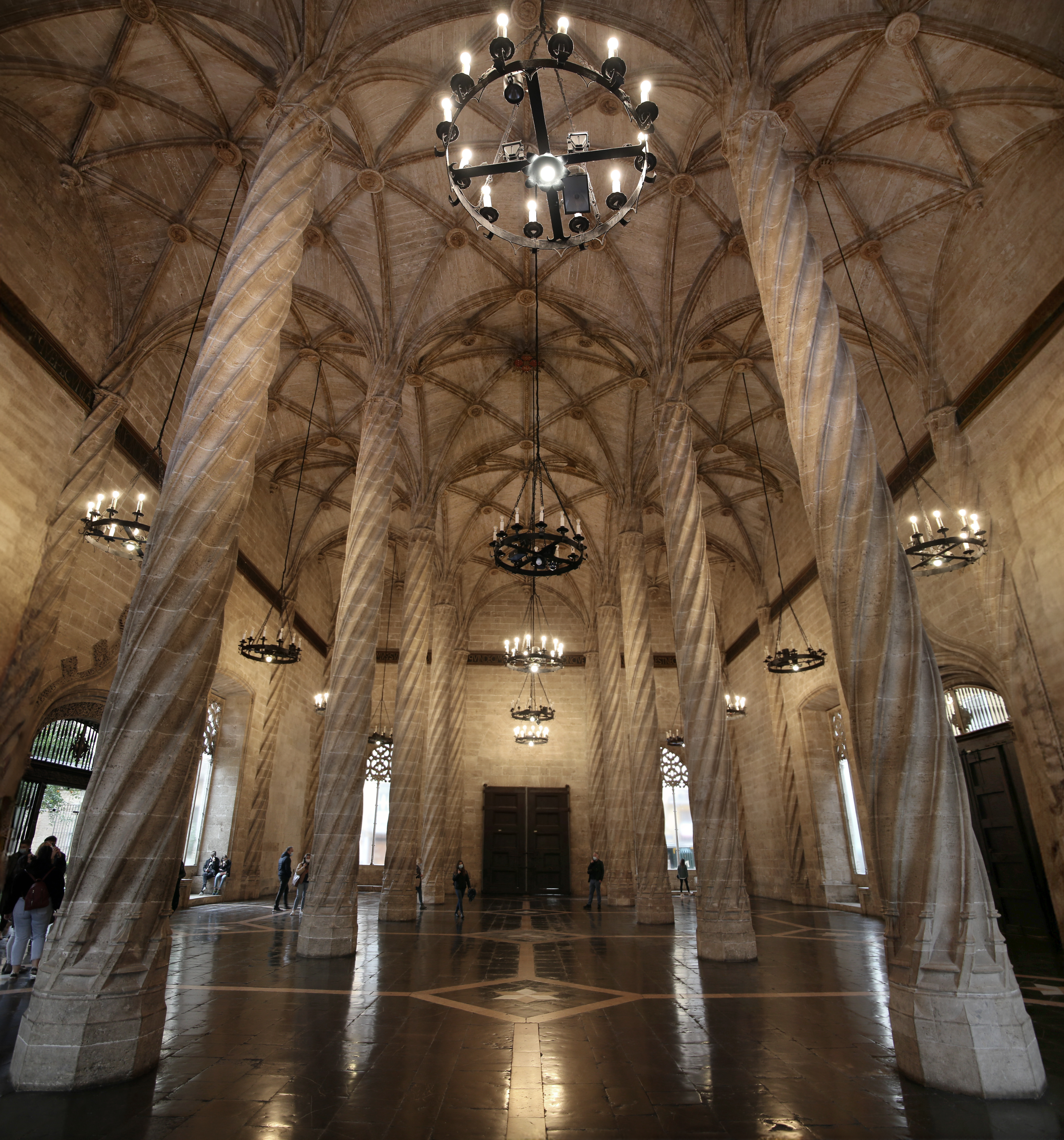
Intérieur de la Loge de la soie.

Entre la fin du XIVe siècle et celle du XVe siècle, la ville de Valence et son royaume connaissent une période de grande prospérité économique, culturelle et artistique, un long siècle de prestige connu sous le nom de siècle d'or valencien. La ville est la plus peuplée de la couronne d'Aragon, l'une des plus peuplées de la péninsule Ibérique et même de tout le continent européen à la fin du siècle,.
L'industrie locale (en premier lieu textile) connaît un grand développement, l'industrie de la soie générant une activité économique importante.  À cette époque, la Taula de canvis, banque municipale soutenant les opérations commerciales, est également créée. À la fin du siècle, la Loge de la soie et des marchands est construite. La ville devient un pôle commercial attirant des marchands venus de toute l'Europe.
Cet essor économique se reflète dans la sphère artistique et culturelle. Durant cette période, certains des bâtiments les plus emblématiques de la ville furent construits, commes les tours de Serranos (1392), lepalais de la Généralité (1421) et la Loge de la soie (en catalan-valencien Llotja de la Seda i dels Mercaders, 1482), chef-d'œuvre du gothique valencien, alors un des marchés les plus importants de la Méditerranée, où se retrouvent des marchands de toute l'Europe spécialisés dans le commerce de la soie.
Le premier livre imprimé dans la péninsule Ibérique, Obres e trobes en lahors de la Verge Maria (es), est publié à Valence en 1474. Valence est alors la ville la plus peuplée de la péninsule ibérique, avec environ 70 000 habitants. L'introduction de l'imprimerie engendre une multiplication des œuvres écrites. Sous le patronage de la cour d'Alphonse le Magnanime, la production écrite fleurit, menée par des auteurs tels Ausiàs March, Joan Roís de Corella et Isabelle de Villena . Vers 1460, Joanot Martorell écrit Tirant lo Blanch, roman de chevalerie novateur qui influencera d'importants auteurs ultérieurs, comme Cervantes et Shakespeare.
En peinture et en sculpture, les tendances flamandes et italiennes influencent certains artistes comme Lluís Dalmau, Gonçal Peris et Damian Forment.
L'université de Valence est fondée en 1499 sous le nom d'«Estudi general» (litt. « Étude générale »), grâce à un privilège octroyé par le pape valencien Alexandre VI.

### Valence sous les Habsbourg (XVIesiècle-XVIIesiècle)

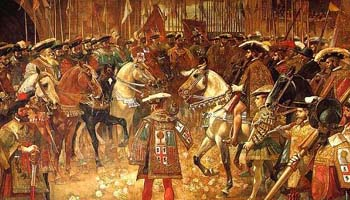
La Paix des Germanías, de Marcelino de Unceta.

Après la découverte de l'Amérique, l'économie européenne s'oriente vers l'Atlantique au détriment de la Méditerranée. Malgré l'union dynastique avec la Castille, l'exploitation de la Méditerranée reste entre les mains de l'ancienne couronne d'Aragon, c'est-à-dire des Valenciens, Catalans et Majorquins, tandis que la conquête et l'exploitation de l'Amérique sont une affaire exclusive de la Castille. Valence entre dans une crise économique aiguë, qui se manifeste bientôt dans la révolte des Germanies (1519-1522), dirigée contre la noblesse qui avait fui la ville en raison d'une épidémie de peste en 1519. Les chefs de l'insurrection sont cruellement réprimés par la vice-reine Germaine de Foix, et à sa suite la centralisation autoritaire de Charles Ier est accélérée.

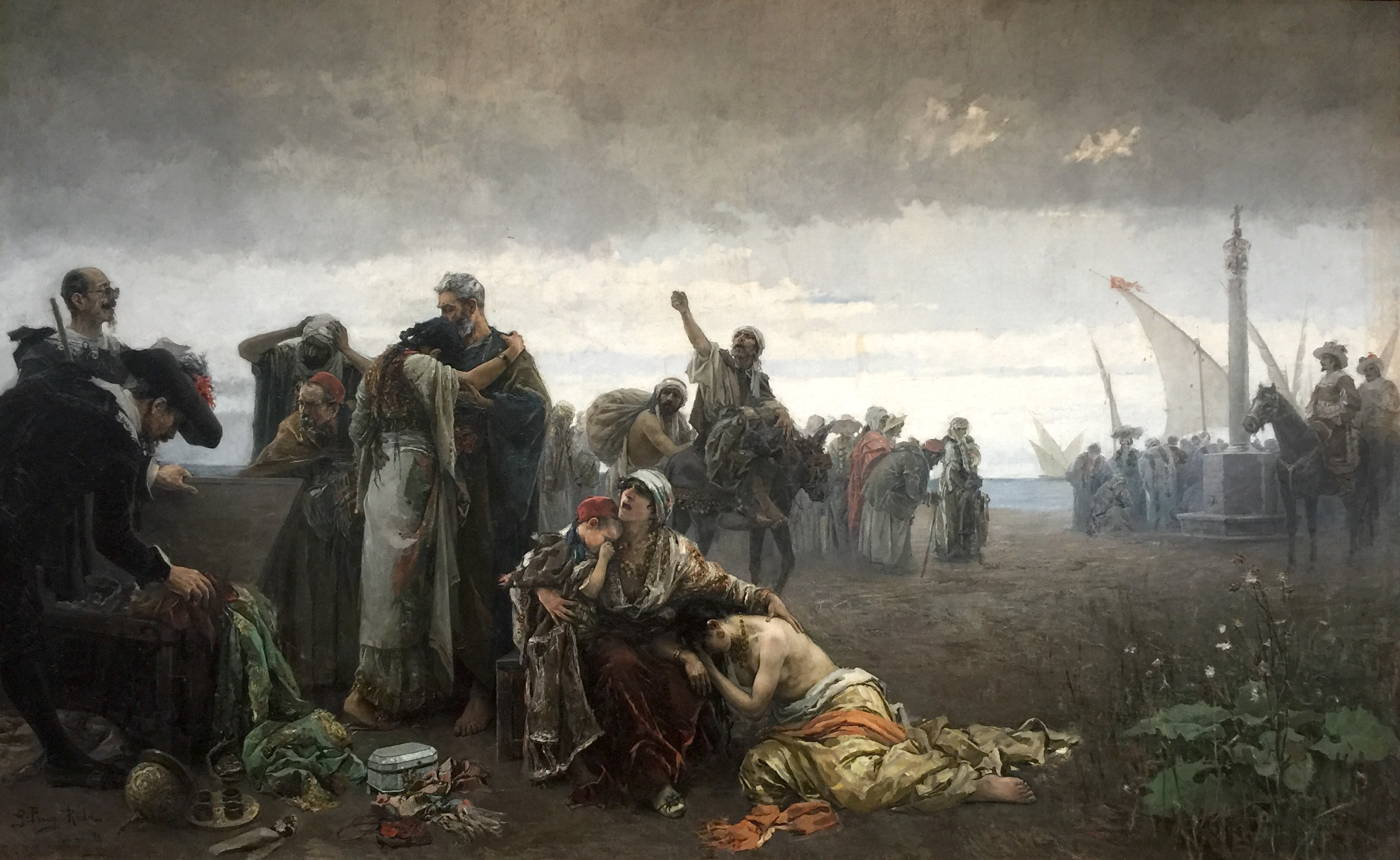
Expulsion des morisques en 1609, par Gabriel Puig Roda.

La crise s'aggrave au cours du XVIIe siècle avec l'expulsion des morisques en 1609, qui représentent près du tiers de la population totale du royaume,. Le pouvoir de la noblesse de plus en plus prégnant conduit à la ruine du pays et à la faillite de la Taula de Canvis en 1613. Au cours du soulèvement de la Catalogne (1640-1652), Valence contribue à la cause de Philippe IV avec des milices et de l'argent, ce qui provoque une période de difficultés économiques accentuée par l'arrivée de troupes d'autres régions d'Espagne.

### Valence sous les Bourbons. Dérogation des fors

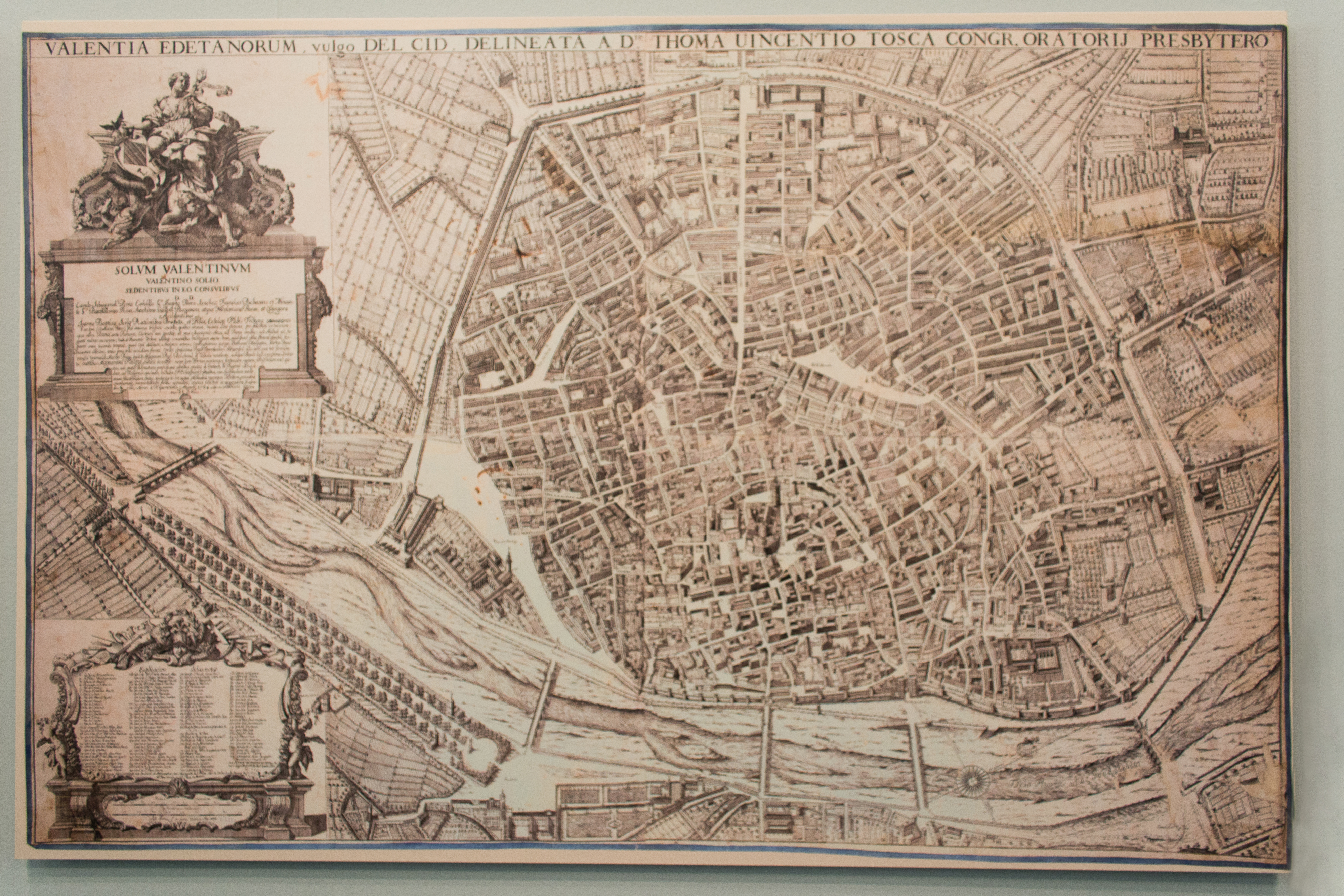
Carte de Valence selon Tomás Vicente Tosca (vers 1738).

Le déclin de la ville est maximal à la suite de la guerre de Succession d'Espagne (1702-1709), qui marque la fin de l'indépendance politique et juridique du royaume de Valence. Après la bataille d'Almansa (25 avril 1707), Philippe V ordonne l'abrogation des fors valenciennes en guise de punition pour le soutien que le royaume avait apporté à Charles d'Autriche. À la suite des décrets Nueva Planta, Valence est gouvernée par le for castillan,.
Avec l'abolition des fors valenciens et l'adaptation du royaume et de sa capitale aux lois et coutumes de Castille, les postes du gouvernement municipal cessent d'être électifs et sont nommés par le monarque, souvent occupés par des aristocrates étrangers. Valence doit s'habituer à être une ville occupée, avec la présence de troupes cantonnées dans la citadelle et dans d'autres bâtiments, comme la Lonja elle-même, qui reste une caserne jusqu'en 1762.

### Époque contemporaine

#### XIXesiècle
Lors de la guerre d'indépendance espagnole contre l'armée de Napoléon, la première bataille de Valence a lieu le 28 juin 1808. Les marques des coups de canon sont visibles sur les tours de Quart (132 impacts). La ville tombe aux mains des troupes du maréchal Suchet le 8 janvier 1812, après un long siège. L'occupation dure jusqu'à la fin de la guerre en 1814. Après la capitulation, les Français mettent en œuvre quelques réformes à Valence, qui devient la capitale de l'Espagne lorsque Joseph Ier y installe la Cour à l'été 1812.
Avec le retrait des Français, le général Elío organise une révolte militaire à Valence qui sert à restaurer Ferdinand VII sur le trône et marque le début d'une période absolutiste de six ans (1814-1820). Au cours des années suivantes, en conséquence de la Constitution espagnole de 1812 dont la législation ordonne la formation de conseils municipaux dans toutes les localités dépassant un certain nombre d'habitants, de nombreux écarts proches du centre urbain de la ville de Valence, dans une situation juridique floue, sont constitués en municipalités, parmi lesquels Russafa et El Grau.

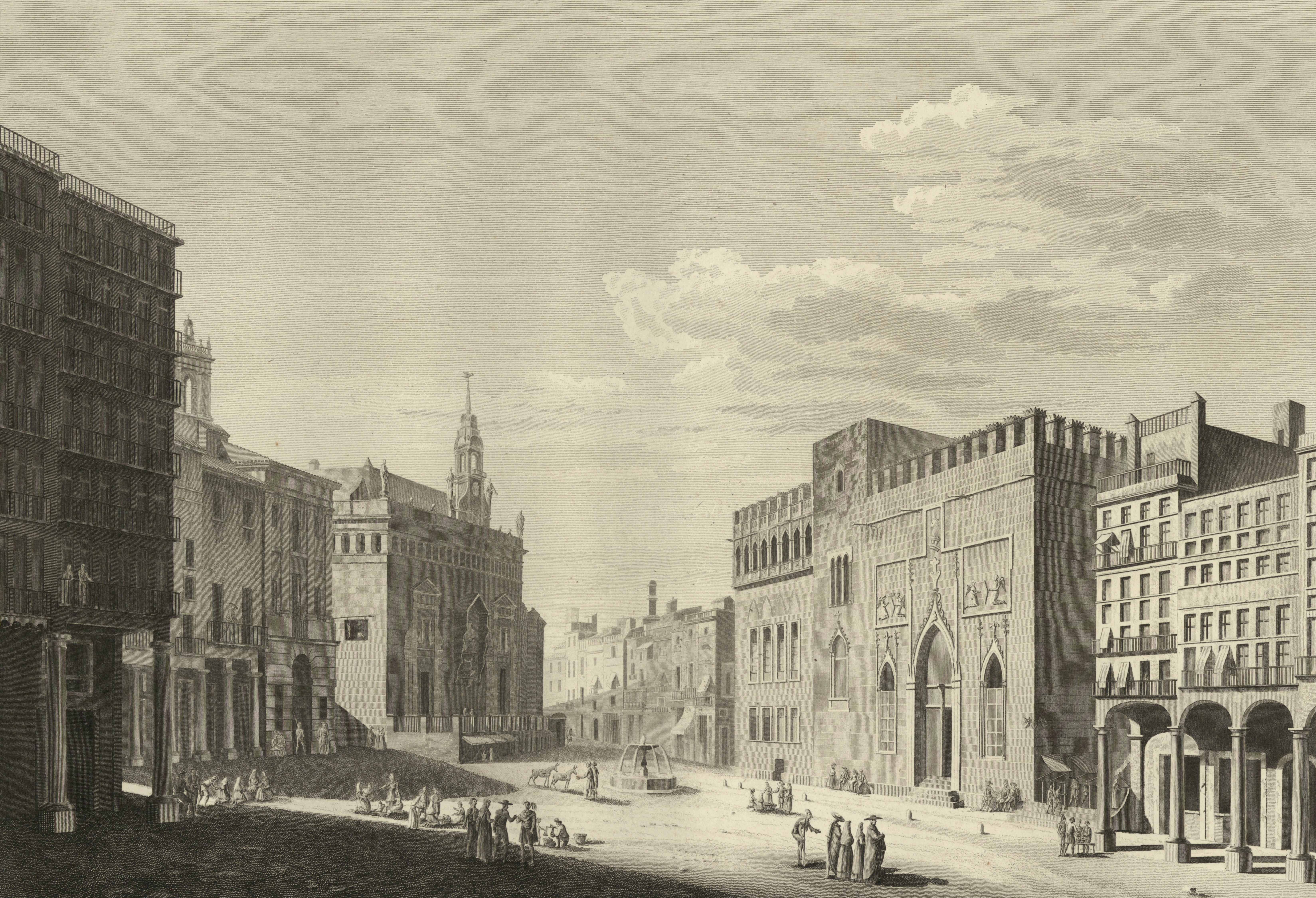
Place du Marché au début du XIXe siècle dans.

La démolition des remparts de Valence (es) au XIXe siècle et le début de l'Eixample qui lui fait suite permet de relier le centre-ville à El Grau. L’augmentation du commerce d’exportation et le développement des localités portuaires rendent la proximité de la mer plus nécessaire. Toute la zone autour de l'ancienne Porta de la Mar est réaménagée. Une vaste série d'espaces verts — le Pla del Remei, la Glorieta et le Parterre — relie, par le Pont de la Mar et l'ancien Camí del Grau, la rue Colomb (es) et la place de Tétouan avec le reste des boulevards périphériques dans lesquels l'ancienne muraille avait été transformée. Le secteur méridional de l'Eixample — entre les portals de la Mar et de Russafa, et limité par une Gran Via — fut celui qui se développa le premier et le mieux. Cet élargissement urbain était apparu lors de la démolition de la muraille, une nouvelle zone résidentielle où la nouvelle bourgeoisie construisit des maisons représentatives de son statut. La bourgeoisie céda le vieux noyau de la ville aux artisans et aux patriciat affaibli pour occuper un espace aseptisé et nouveau, comme la bourgeoisie et la classe moyenne supérieure elles-mêmes. L'automobile, l'électricité, le développement du capitalisme dans une société de consommation naissante, la production industrielle de masse, les nouveaux moyens de communication (téléphone, radio), modifièrent radicalement l'apparence des villes, les modes de vie dans celles-ci et même la manière de percevoir la réalité. De nouveaux espaces de sociabilité et de consommation émergent dans les villes : restaurants, cafés, terrasses, hôtels, etc.
En 1860, la municipalité comptait 107 703 habitants.

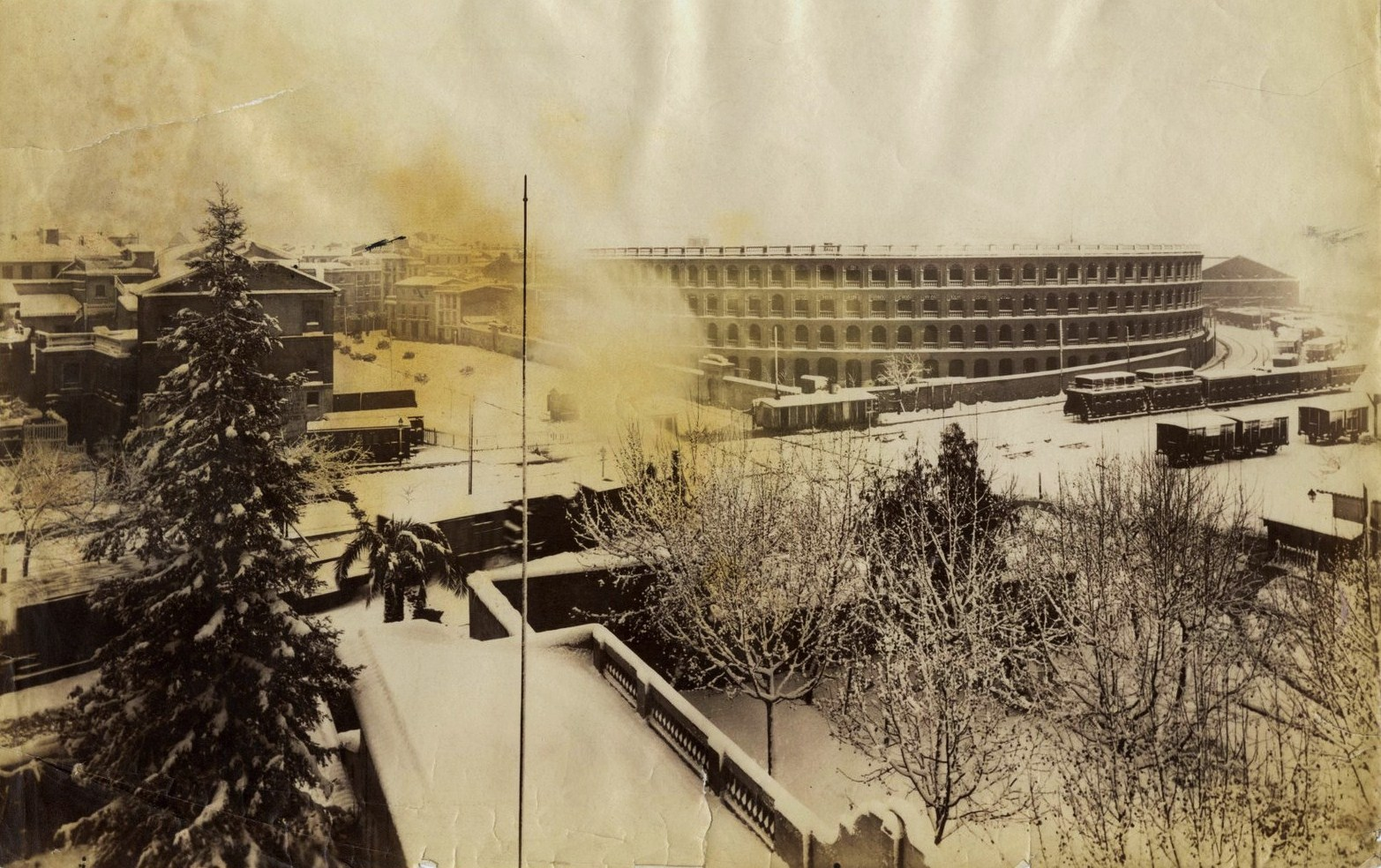
Valence enneigée en 1885. Vue des arènes et de la gare ferroviaire (sur laquelle sera construite la gare València-Nord).

Lors de la Révolution cantonale de 1873, elle s'articule dans le canton fédéral de Valence (proclamé le 19 juillet et dissous le 7 août), auquel adhérent la plupart des communes des comarques proches. En 1894, le Cercle des Beaux-Arts de Valence est fondé. À la fin du siècle, la ville se développe en annexant les municipalités de Beniferri, Benimaclet, Campanar, Orriols, Patraix et Russafa, devenus des quartiers de la ville.

#### Début duXXesiècle
À la fin du XIXe siècle et au début du XXe siècle, les villes connaissent une croissance démographique, économique et territoriale inédite, qui détermine l'émergence et la consolidation d'une nouvelle entité urbaine, la métropole, symbole de la modernité. La population triple entre 1900 et 2000, passant de 213 550 en 1900 à 739 014 en 2000. La ville devient une cité cosmopolite et le centre d'une aire métropolitaine de plus 1,5 million de personnes, troisième aire démographique, industrielle et économique d'Espagne.
Des étapes importantes de ces évolutions sont la création de la Banque de Valence en 1900,  le développement de l'expansion de la ville, la construction des marchés Central et Colomb, et la construction de la gare du Nord, achevée en 1921. En 1909 a lieu l'exposition régionale valencienne, « qui devient pour la ville une grande vitrine de modernité ».

#### Guerre civile et franquisme
Au cours de la  guerre civile espagnole, Valence reste fidèle à la République. Entre le 6 novembre 1936, au début du conflit, et le 17 mai 1937, elle devient la capitale en accueillant le gouvernement en exil.

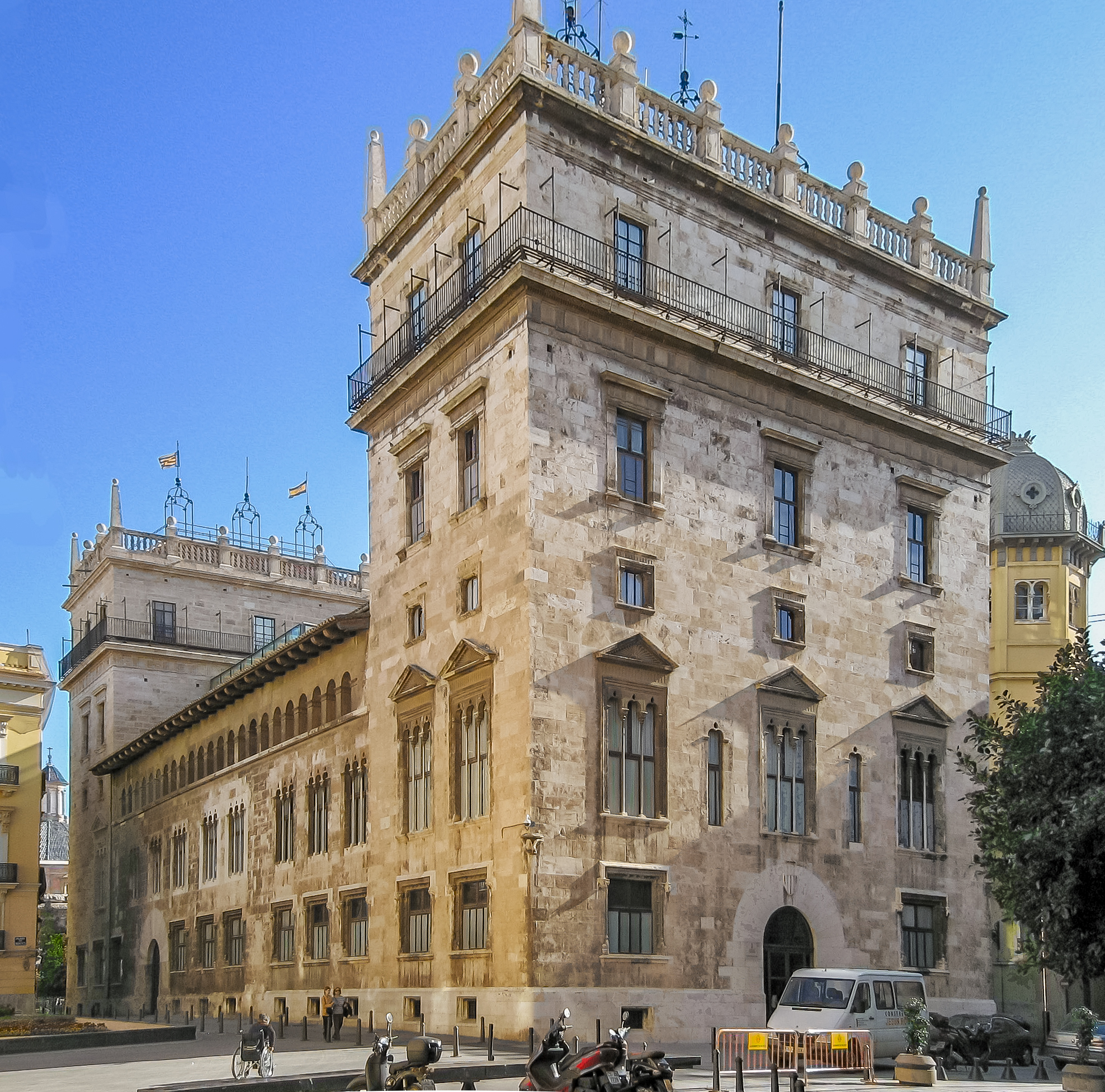
Le palais de la Généralité, icône de la récupération de l'autonomie au Pays valencien.

Entre janvier 1937 et la prise de la ville le , Valence subit une intense vague de bombardements.
À la suite de la grande inondation en 1957, un nouveau lit  est construit pour le Turia à la périphérie de la ville. Ces importants travaux permettent l'aménagement de l'ancien lit en une zone récréative et d'espaces verts. et change radicalement la physionomie urbaine de Valence Au début des années 1960, la reprise économique s'amorce et Valence connaît une croissance démographique spectaculaire grâce à l'immigration et à la mise en œuvre de grands projets urbains et d'infrastructures.

#### Transition démocratique et restauration de la démocratie
Avec l'arrivée de la démocratie, le Pays valencien se constitué en communauté autonome sous le nom officiel de « Communauté valencienne », dont la capitale est Valence. Dans la nuit du 23 février 1981, Valence est l'épicentre de l'opération militaire du coup d'État menée par Jaime Milans del Bosch, qui conduit à l'occupation des rues par des chars d'assaut et échoue finalement. L'instauration d'un autogouvernement permet une réactivation de la langue et de la culture valenciennes, sévèrement contrôlées et limitées durant le franquisme, après un violent conflit identitaire généré autour des symboles de la région connue sous le nom de « bataille de Valence »,.
Le métro de Valence est inauguré en 1988.
Au cours des 25 premières années de la démocratie, Valence se consolide comme pôle d'attraction touristique avec la construction de plusieurs lieux importants : palais de la musique, palais des congrès, la Cité des arts et des sciences (de l'architecte Santiago Calatrava), IVAM.
La ville accueille différents évènements qui contribue à lui donner une projection internationale comme la 32e et 33e éditions de la Coupe de l'America de voile (en 2007 et 2010), le Grand Prix d'Europe de Formule 1 (2008-2012),  l'Open 500 de tennis,  le Global Champions Tour équestre (2009-2012),  le marathon de Valence (depuis 1981), et la troisième édition des FIA Motorsport Games (2024).
Valence a été marquée par l'accident de métro du 3 juillet 2006 et par les inondations du 29 octobre 2024 à l'ouest de la ville.

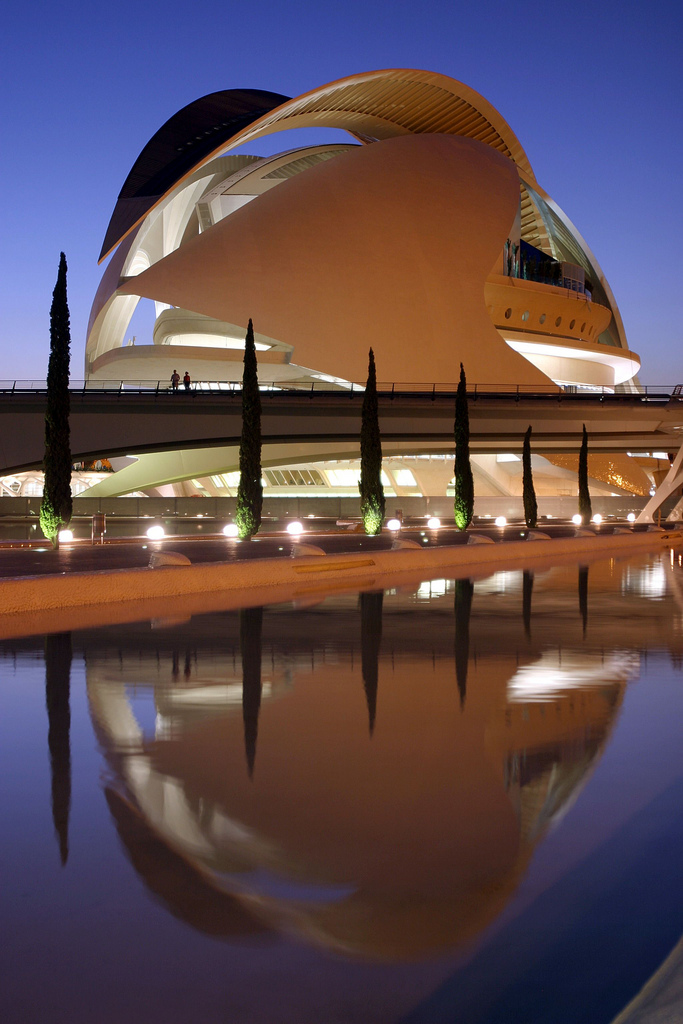
Palais des Arts Reina Sofía.
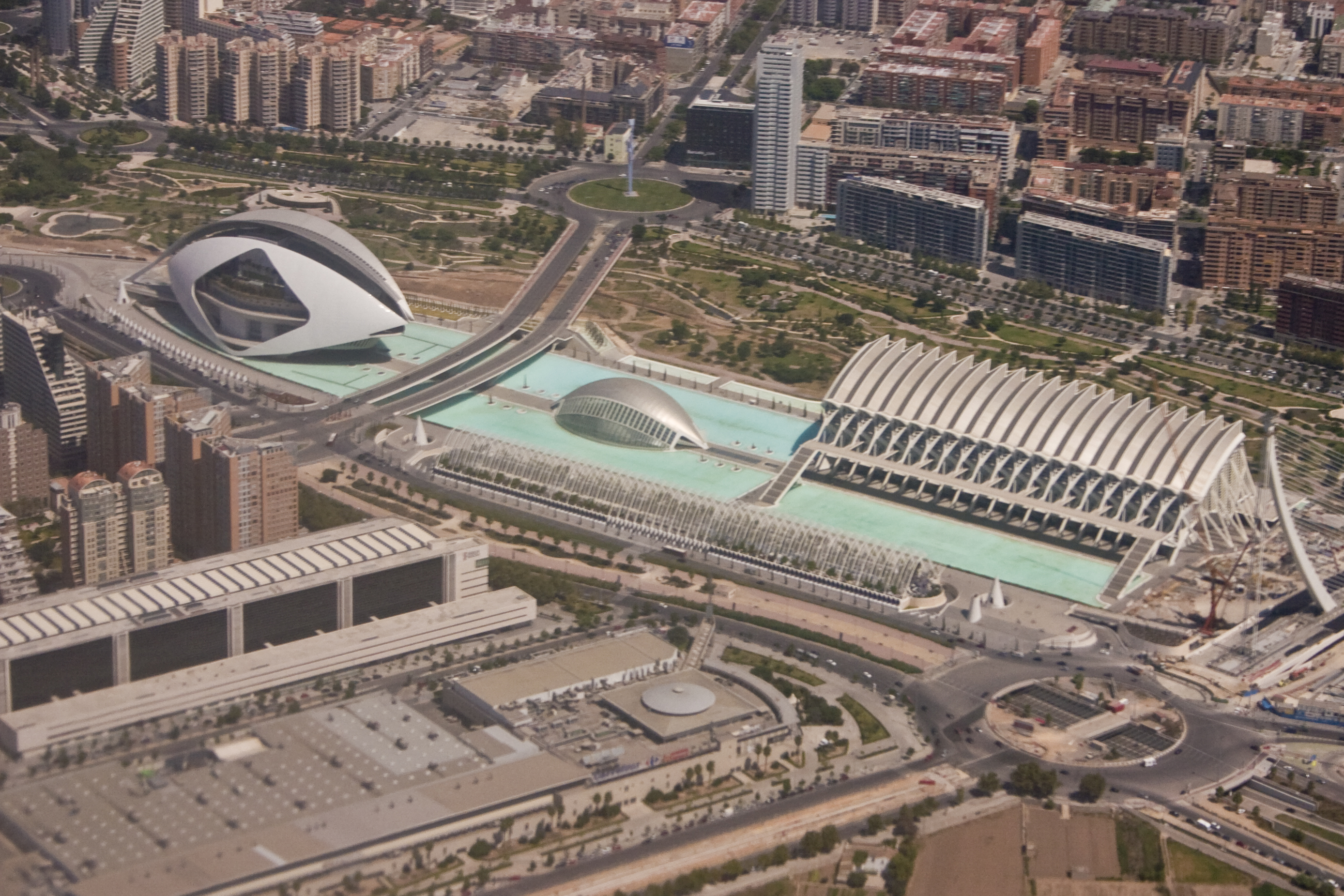
Vue aérienne de la Cité des arts et des sciences.
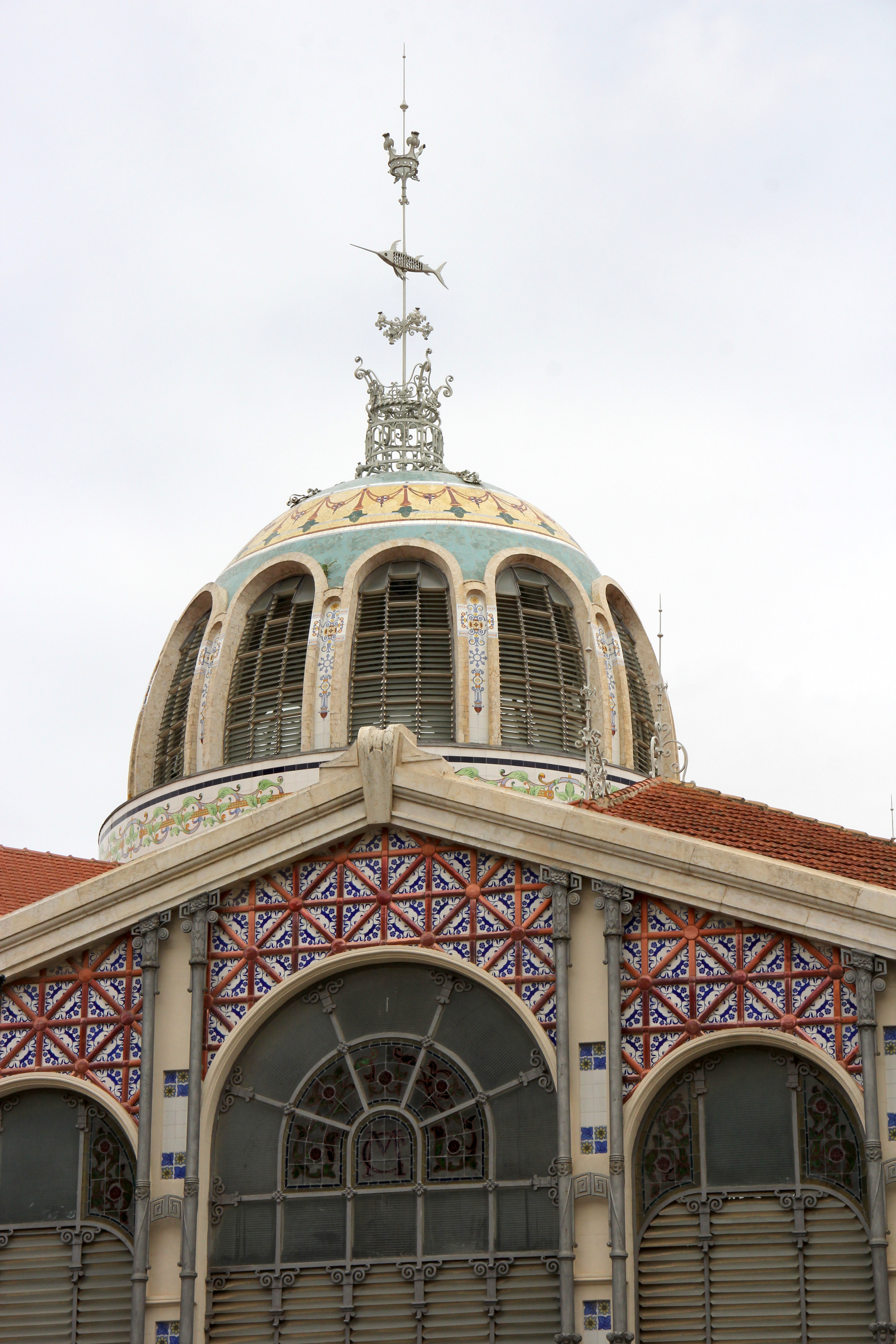
Flèche du marché central (1914).
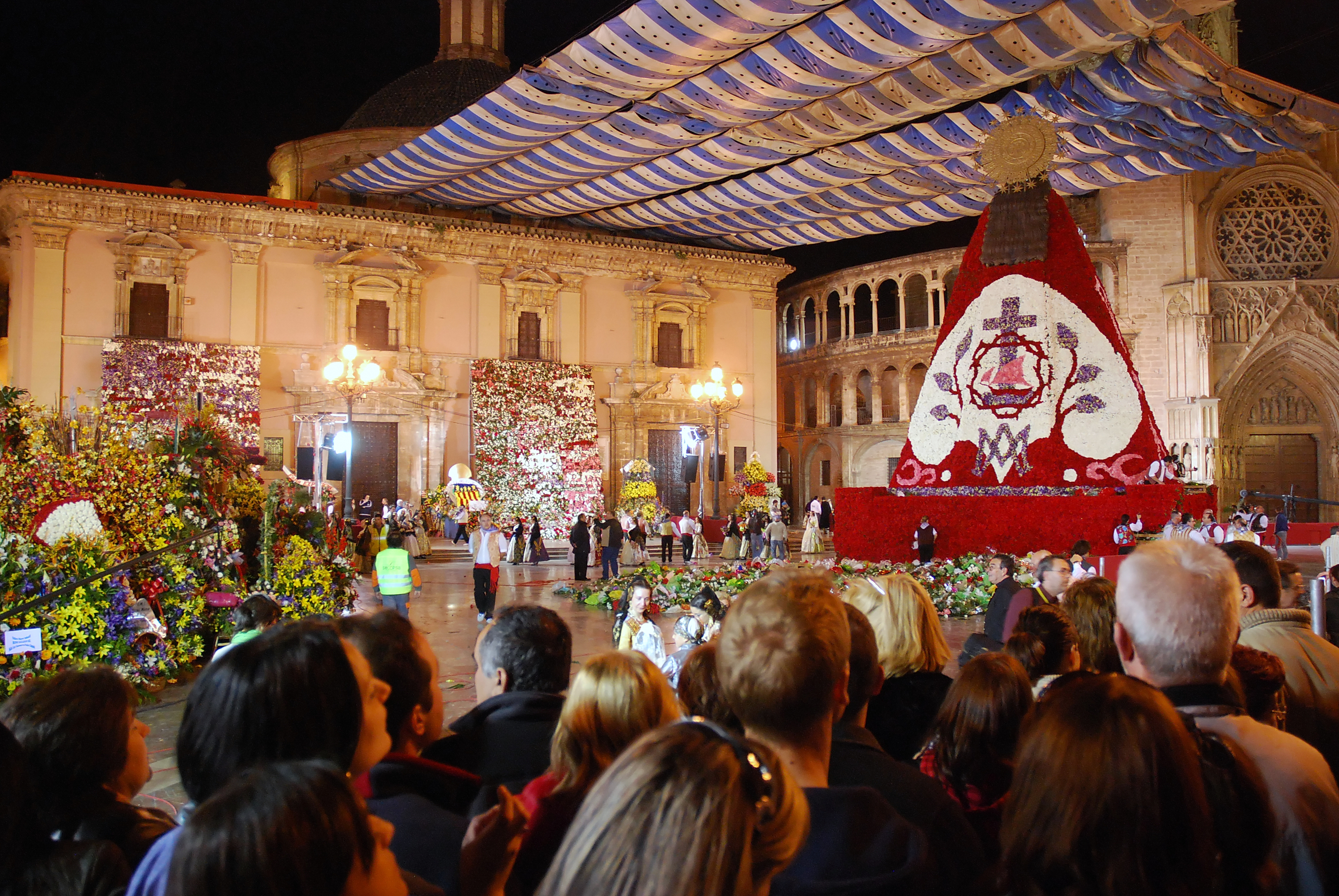
Place de la Vierge lors de l'offrande de fleurs le 19 avril.
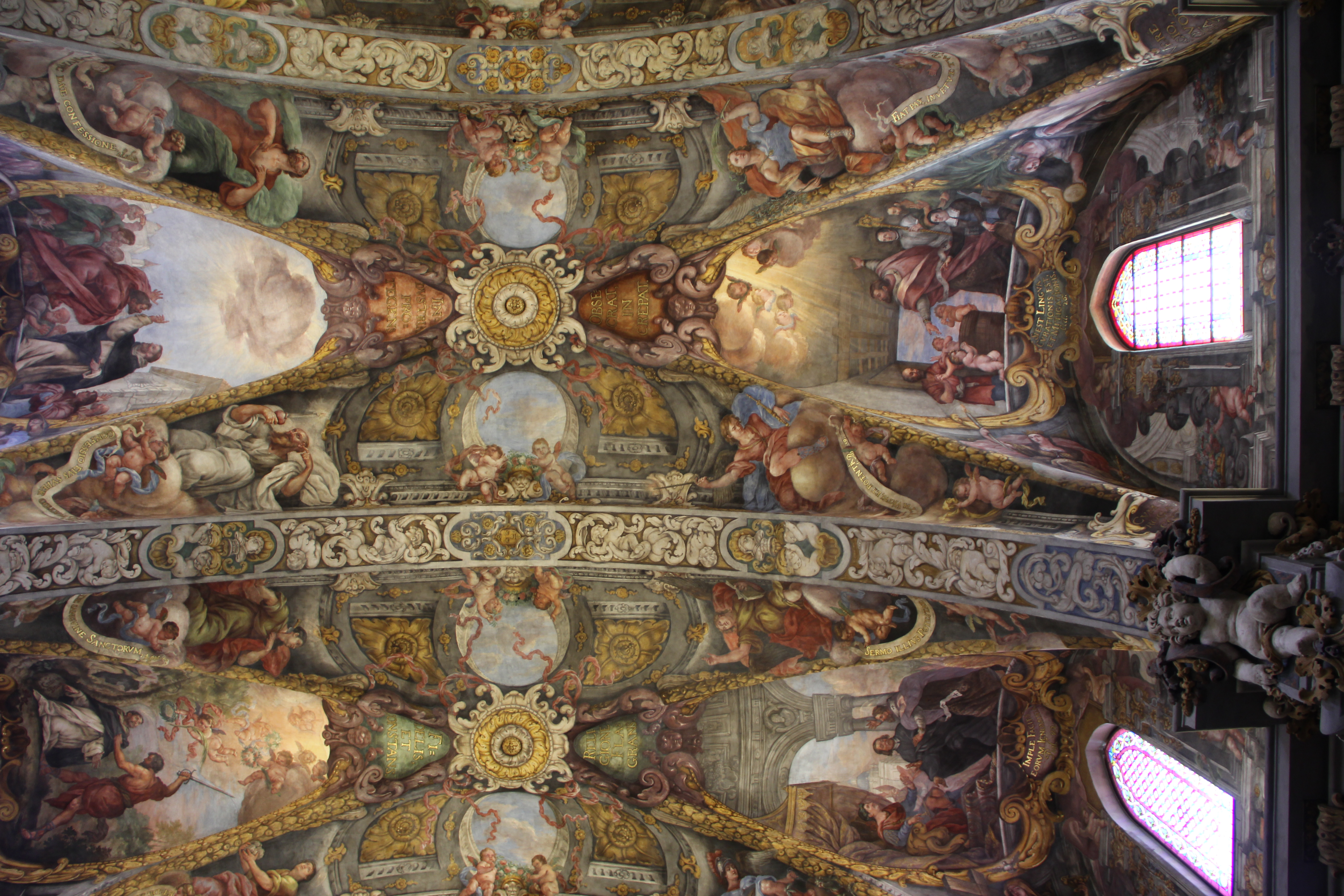
Plafond de l'église Saint-Nicolas (1690).

## Démographie

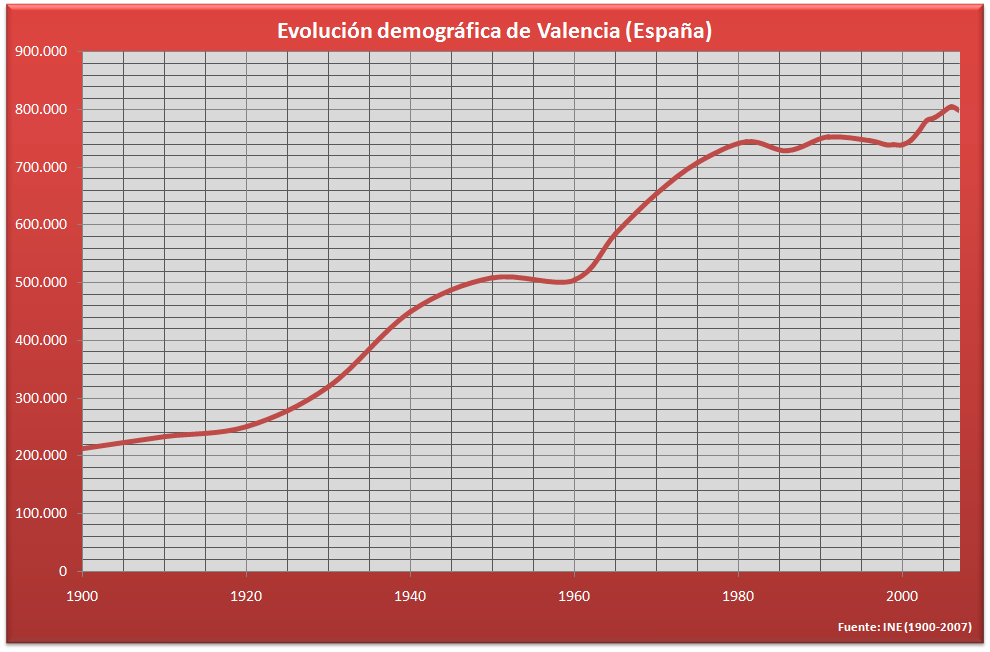
Évolution démographique de Valence (1900-2005).

La population de la ville en 2023 est de 825 948 habitants, 1 615 223 si l'on inclut son espace urbain. Elle est la troisième ville d'Espagne après Madrid et Barcelone.
| 1900    | 1910    | 1920    | 1930    | 1940    | 1950    | 1960    |
| ------- | ------- | ------- | ------- | ------- | ------- | ------- |
| 215 687 | 233 018 | 247 281 | 315 816 | 454 654 | 503 886 | 501 777 |

| 1970    | 1981    | 1991    | 1996    | 2001    | 2002    | 2003    |
| ------- | ------- | ------- | ------- | ------- | ------- | ------- |
| 648 003 | 744 748 | 738 441 | 746 683 | 752 909 | 764 010 | 785 732 |

| 2004    | 2005    | 2011    | 2022    | - | - | - |
| ------- | ------- | ------- | ------- | - | - | - |
| 790 754 | 797 291 | 798 033 | 792 492 | - | - | - |

## Organisation territoriale et urbanisme

### Districts et quartiers
Noms indiqués en valencien :
| Ciutat Vella     | La Seu - La Xerea - El Carme - Velluters - El Mercat - Sant Francesc                                                |
| L'Eixample       | Russafa - El Pla del Remei - Gran Via -                                                                             |
| Levante          | Estadi Ciutat de València (stade du Levante UD)                                                                     |
| Extramurs        | El Botànic - La Roqueta - La Petxina - Arrancapins                                                                  |
| Campanar         | Campanar - Les Tendetes - El Calvari - Sant Pau                                                                     |
| La Saïdia        | Marxalenes - Morvedre - Trinitat - Tormos - Sant Antoni                                                             |
| El Pla del Real  | Exposició - Mestalla - Jaume Roig - Ciutat Universitària -                                                          |
| L'Olivereta      | Nou Moles - Soternes - Tres Forques - La Fontsanta - La Llum                                                        |
| Patraix          | Patraix - Sant Isidre - Vara De Quart - Safranar - Favara -                                                         |
| Jesús            | La Raiosa - L'Hort De Senabre - La Creu Coberta - Sant Marcel·lí - Camí Reial                                       |
| Quatre Carreres  | Montolivet - En Corts - Malilla - Fonteta de Sant Lluís - Na Rovella - La Punta - Ciutat de les Arts i les Ciències |
| Poblats Maritims | El Grau - Cabanyal-Canyamelar - La Malva-rosa - Beteró - Natzaret                                                   |
| Camins Al Grau   | Aiora - Albors - La Creu del Grau - Camí Fondo - Penya-roja                                                         |
| Algirós          | L'Illa perduda - Ciutat Jardí - L'Amistat - La Vega Baixa - La Carrasca                                             |
| Benimaclet       | Benimaclet - Camí De Vera                                                                                           |
| Rascanya         | Orriols - Torrefiel - Sant Llorenç                                                                                  |
| Benicalap        | |

| Pobles del Nord  | Benifaraig - Poble Nou - Carpesa - Cases de Barcèna - Mauella - Massarojos - Borbotó                             |
| Pobles de l'Oest | Benimàmet - Beniferri                                                                                            |
| Pobles del Sud   | El Forn d'Alcedo - El Castellar-L'Oliveral - Pinedo - El Saler - El Palmar - El Perellonet - La Torre - Faitanar |

### Structure urbaine

#### Ponts sur le Turia
Le fleuve Turia était une barrière naturelle qui divisait la ville de Valence en deux zones. C'est pourquoi plusieurs ponts ont été construits à travers l'histoire. Certains ont été détruits par des inondations et reconstruits plus tard.
Voici les ponts actuels, en partant du parc Cabecera à l'ouest et en continuant jusqu'au port à l'est:
- Pont du Bioparc, XXIe siècle
- Pont du 9 octobre, XXe siècle
- Pont de Campanar, XXe siècle
- Pont d'Ademús, XXe siècle
- Pont des Arts, XXe siècle
- Pont de San José, XVIIe siècle
- Pont de Serranos, XVIe siècle
- Pont de Fusta, XXIe siècle
- Pont de la Trinitat, XVe siècle
- Pont de Real (Valence), XVIe siècle
- Pont de l'Exposition (ou pont Alameda), XXe siècle.
- Pont des fleurs, XXIe siècle
- Pont de la Mer, XVIe siècle
- Pont d'Aragó, XXe siècle
- Pont Àngel Custodi, XXe siècle
- Pont del Regne (le pont de la gargouille), XXe siècle
- Pont de Monteolivet, XXIe siècle
- Pont de l'Assut de l'Or, XXIe siècle
- Pont Cuc de Lum, XXe siècle
- Pont de les Drassanes, XXe siècle

### Services publics

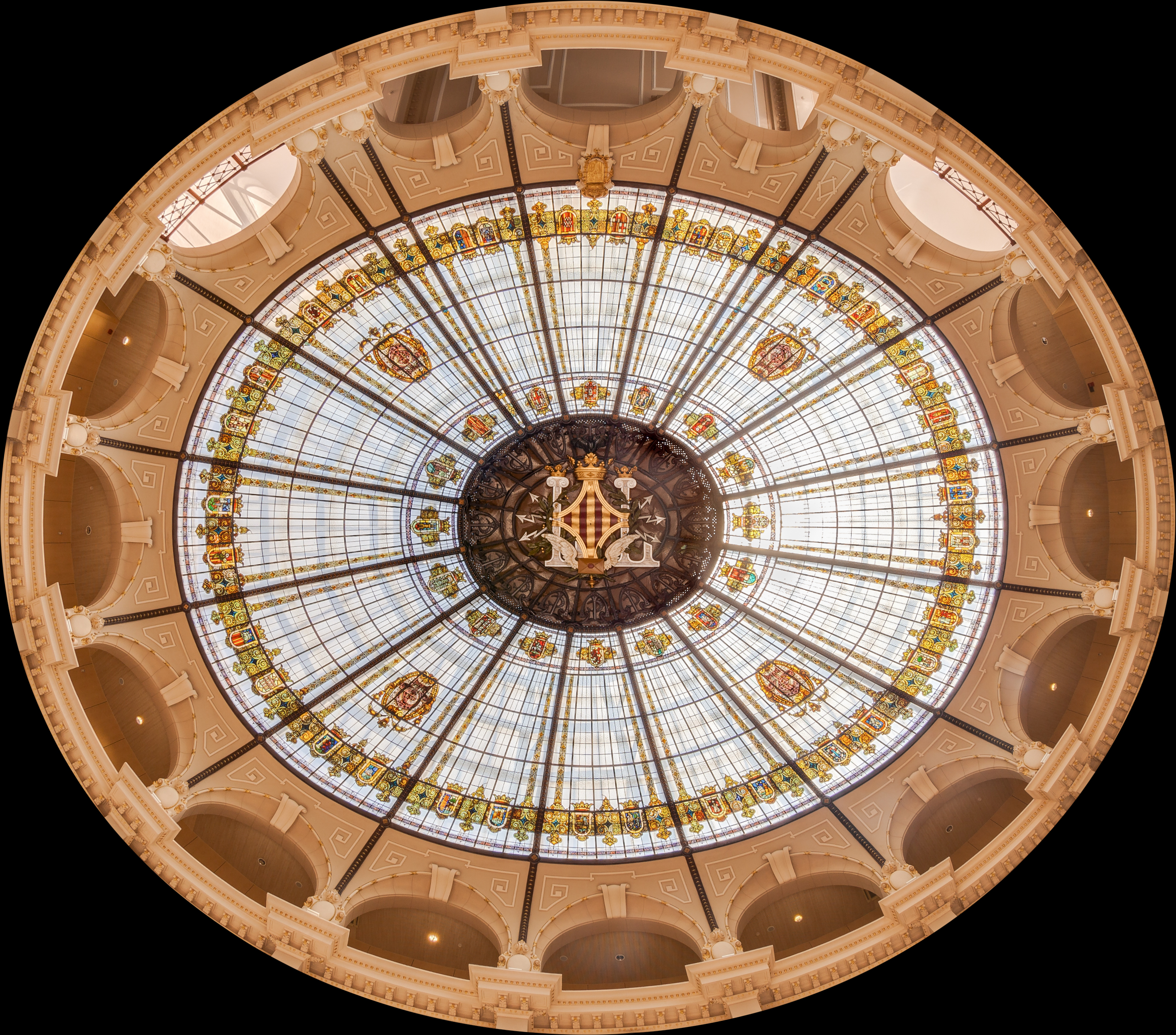
Le dôme de la poste de Valence. Juin 2014.

#### Metro et tramway
| Ligne                        | Type    | Parcours                                                                | Stations |
| ---------------------------- | ------- | ----------------------------------------------------------------------- | -------- |
| Ligne 1 du métro de Valence  | Métro   | Bétera ↔ Castelló                                                       | 40       |
| Ligne 2 du métro de Valence  | Métro   | Llíria ↔ Torrent Avinguda                                               | 33       |
| Ligne 3 du métro de Valence  | Métro   | Aeroport ↔ Rafelbunyol                                                  | 26       |
| Ligne 4 du métro de Valence  | Tramway | Mas del Rosari / Lloma Llarga-Terramelar / Fira València ↔ Doctor Lluch | 33       |
| Ligne 5 du métro de Valence  | Métro   | Aeroport ↔ Marítim                                                      | 18       |
| Ligne 6 du métro de Valence  | Tramway | Tossal del Rei ↔ Marítim                                                | 21       |
| Ligne 7 du métro de Valence  | Métro   | Torrent Avinguda ↔ Marítim                                              | 16       |
| Ligne 8 du métro de Valence  | Tramway | Marítim ↔ Neptú                                                         | 4        |
| Ligne 9 du métro de Valence  | Métro   | Riba-roja de Túria ↔ Alboraia-Peris Aragó                               | 23       |
| Ligne 10 du métro de Valence | Tramway | Alacant ↔ Natzaret                                                      | 8        |

#### Transport aérien
Un aéroport international est situé à environ 8 km à l'ouest de Valence, sur les territoires des municipalités de Manises et Quart de Poblet. En 2013, il a enregistré le passage de 4 599 990 passagers, ce qui en fait le 10e aéroport espagnol.

## Politique et gouvernement
Valence est la capitale de la Communauté valencienne et de la province de Valence. Elle est la seule commune constituant la comarque de Valence et en est donc a fortiori le chef-lieu.

### Conseil municipal
La ville de Valence comptait 792 492 habitants aux élections municipales du 28 mai 2023. Son Conseil municipal (en valencien-catalan : Plé del ajuntament, en castillan Pleno del ayuntamiento) se compose donc de 33 élus.
| Parti | Parti                                    | Élus    |
| ----- | ---------------------------------------- | ------- |
|       | Parti populaire (PP)                     | 13 / 33 |
|       | Coalition Compromís (Compromís)          | 9 / 33  |
|       | Parti socialiste ouvrier espagnol (PSOE) | 7 / 33  |
|       | Vox (Vox)                                | 4 / 33  |

#### Liste des maires
| Mandat    | Maire | Maire                                                      | Parti     | Majorité |
| --------- | ----- | ---------------------------------------------------------- | --------- | -------- |
| 1979-1983 |       | Fernando Martínez Castellano Ricard Pérez Casado (10/1979) | PSOE      | 13 / 33  |
| 1983-1987 |       | Ricard Pérez Casado                                        | PSOE      | 18 / 33  |
| 1987-1991 |       | Ricard Pérez Casado Clementina Ródenas (1989)              | PSOE      | 13 / 33  |
| 1991-1995 |       | Rita Barberá                                               | PP        | 9 / 33   |
| 1995-1999 |       | Rita Barberá                                               | PP        | 17 / 33  |
| 1999-2003 |       | Rita Barberá                                               | PP        | 20 / 33  |
| 2003-2007 |       | Rita Barberá                                               | PP        | 19 / 33  |
| 2007-2011 |       | Rita Barberá                                               | PP        | 21 / 33  |
| 2011-2015 |       | Rita Barberá                                               | PP        | 20 / 33  |
| 2015-2019 |       | Joan Ribó                                                  | Compromís | 9 / 33   |
| 2019-2023 |       | Joan Ribó                                                  | Compromís | 10 / 33  |
| 2023-2027 |       | María José Catalá                                          | PP        | 13 / 33  |

### Relations internationales

#### Villes jumelles
La ville de Valence a plusieurs interconnexions de qualité avec certaines villes du monde entier, grâce à ces collaborations officielles de différents secteurs, notamment de l'automobile qui est une longue tradition dans la ville, puisque la Communauté de Valence est un pionnier dans ce sport et 2e en nombre de licences au niveau national (l'Espagne a des projets spécifiques pour augmenter et profiter de la présence de Valence à l'étranger, et améliorer l'image de la ville et son développement). Presque tous les jumelages que la ville de Valence a réalisés se situent essentiellement entre les années 1977 et 1984. Durant ces années, les actions nécessaires ont été prises pour atteindre le jumelage avec les villes suivantes :
| Villes jumelées |            |                   |            |
| Pays            | Ville      | Date de jumelage  | Habitants  |
| Allemagne       | Mayence    | 4 août 1978       | 197 623    |
| Italie          | Bologne    | 3 octobre 1980    | 377 346    |
| Venezuela       | Valencia   | 20 mars 1982      | 2 527 267  |
| Ukraine         | Odessa     | 13 mai 1982       | 1 000 583  |
| Mexique         | Veracruz   | 27 septembre 1984 | 801 122    |
| États-Unis      | Sacramento | 12 juillet 1990   | 486 189    |
| Chine           | Chengdu    | 10 mai 2017       | 14 047 625 |

Ces dernières années, plusieurs collaborations et contacts ont été développés à Valence avec des villes comme Santa Catarina do Fogo (Cap-Vert), Valparaiso et Santiago (Chili), District d'Indépendance (Pérou), Albuquerque, Miami et Chicago (États-Unis), Rome, Parme, Palerme et Rapallo (Italie), Ivano-Frankivsk (Ukraine), Mexico (Mexique), Paris (France), Bonn et Berlin (Allemagne) et Popayán (Colombie), entre autres, ainsi que Hangzhou (Chine). En mai 2017, un accord de jumelage a été signé avec la ville chinoise de Chengdu dans la province du Sichuan, le premier depuis 1990.

#### Représentation consulaire
Valence accueille un grand nombre de consulats, des pays avec lesquels il y a beaucoup de relations commerciales, où dont sont originaires beaucoup d'immigrants dans la région :
| - Allemagne - Autriche - Belgique - Bolivie - Bulgarie - Chili - Colombie - Costa Rica - Côte d'Ivoire - Danemark - Équateur | - Allemagne - Autriche - Belgique - Bolivie - Bulgarie - Chili - Colombie - Costa Rica - Côte d'Ivoire - Danemark - Équateur | - États-Unis - Estonie - Finlande - France - Grèce - Guatemala - Guinée - Honduras - Hongrie - Islande - Italie | - États-Unis - Estonie - Finlande - France - Grèce - Guatemala - Guinée - Honduras - Hongrie - Islande - Italie | - Lettonie - Lituanie - Macédoine du Nord - Malte - Maroc - Mexique - Monaco - Norvège - Pays-Bas - Panama | - Lettonie - Lituanie - Macédoine du Nord - Malte - Maroc - Mexique - Monaco - Norvège - Pays-Bas - Panama | - Pérou - Philippines - Pologne - Royaume-Uni - République dominicaine - Russie - Salvador - Seychelles - Turquie - Ukraine - Uruguay | - Pérou - Philippines - Pologne - Royaume-Uni - République dominicaine - Russie - Salvador - Seychelles - Turquie - Ukraine - Uruguay |

## Économie

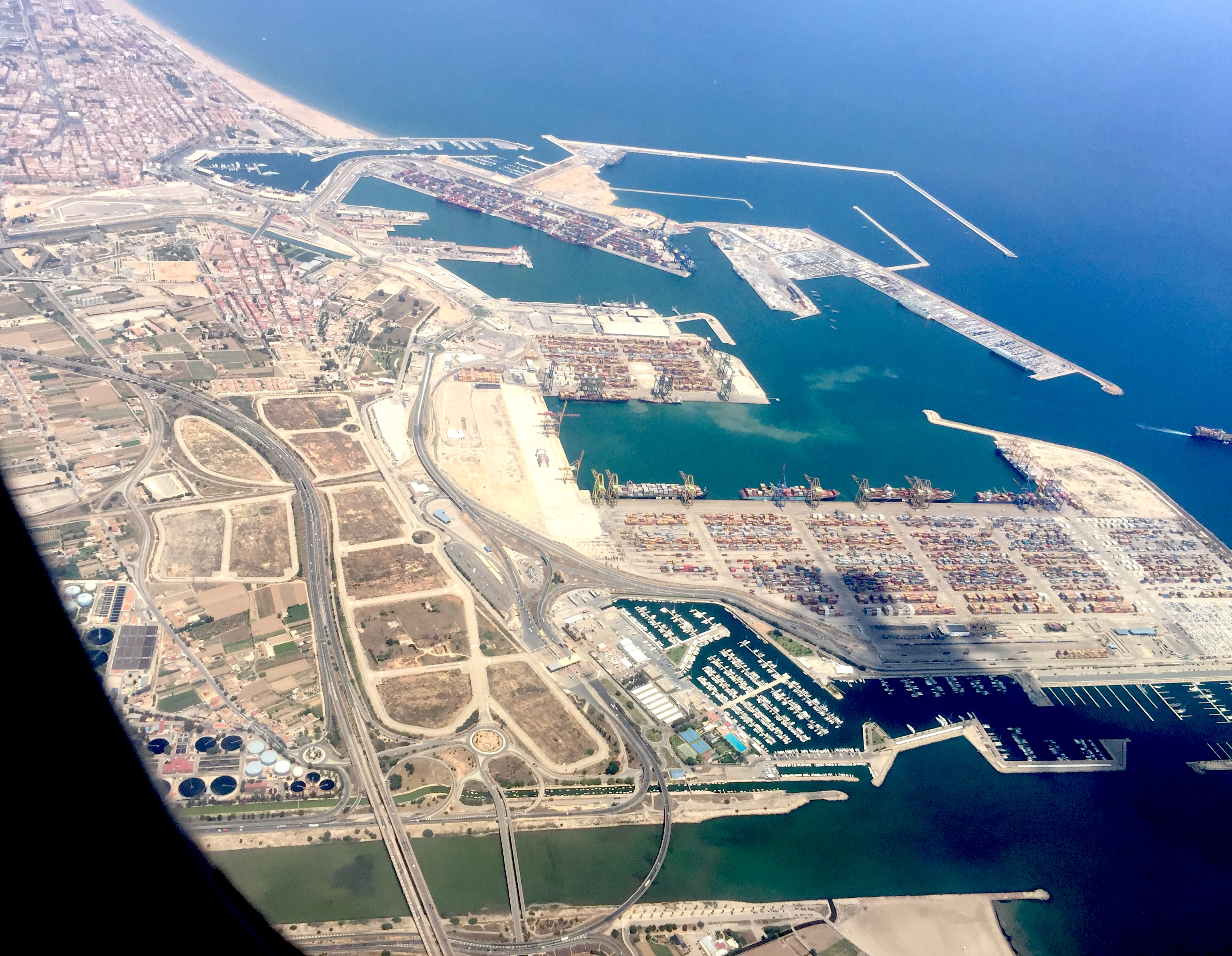
Vue aérienne du port de Valence.

À ses débuts, la ville de Valence sert de centre de ravitaillement et de commerce au sein de l'empire romain. Puis, avec l'arrivée de la culture islamique, de nombreuses infrastructures sont construites pour lutter contre l'aridité et permettre l'irrigation des champs entourant la ville. La région de Valence se transforme alors en un centre agricole de premier plan. Tout comme Tolède, Valence devient une des villes frontalières les plus importantes, avec l'augmentation du commerce entre les deux cultures régnant sur la péninsule ibérique. Des institutions commerciales sont spécialement créées, et la ville bat sa propre monnaie.

### Aujourd'hui
L'activité économique de Valence est aujourd'hui[Quand ?] encore très empreinte du passé de la ville. Elle s'articule ainsi autour de deux axes principaux, à savoir le commerce et l'agriculture. Mais Valence est également devenue une ville touristique.
Actuellement[Quand ?], Valence est le troisième centre économique d'Espagne, grâce à son industrie (automobile, chimie, métallurgie, meuble, agriculture, tourisme) et à ses infrastructures. Depuis la modernisation de son port de mer dans les années 1980, l'activité portuaire est devenue très importante et, en 2015, ce port occupait la première place en Espagne en trafic de conteneurs, avec 4,6 millions de conteneurs, devançant Algesiras (4,5 millions) et Barcelone.
Valence est connue également pour ses importantes foires internationales, comme la Foire du Meuble ou celle de l'Automobile, situées dans le plus grand hall d'exposition d'Espagne, Feria Valencia (en).
L'agriculture constitue une part importante de la richesse de la Communauté valencienne. Au sud de la ville s'étendent des rizières en bordure de l'Albufera, mais ce sont surtout les orangers et les cultures maraichères qui dominent, grâce à un fort ensoleillement, un climat doux et un système d’irrigation sophistiqué capable de récupérer les eaux de ruissellement ainsi que celles des nappes phréatiques pour alimenter les cultures.

### Lieux touristiques
Valence comporte des espaces naturels comme le parc naturel de l'Albufera et la Devesa del Saler (pâturage des salines).
La ville compte par ailleurs de nombreux parcs, parmi lesquels le Jardin botanique (qui a plus de 200 ans), les Jardins de Viveros (qui incluent les Jardins de Montroy), les Jardíns de Monforte (es) et les Jardins du Túria : c'est l'ancien lit du fleuve Turia, dévié du centre-ville après la dernière crue de 1957, et dans lequel on trouve aujourd'hui de nombreuses infrastructures, comme la Cité des arts et des sciences réalisée par Santiago Calatrava (Ciutat de les Arts i les Ciències en valencien) et des installations sportives ou zones de jeux comme le parc Gulliver. La ville comporte également plusieurs musées, dont l'Institut valencien d'art moderne (IVAM).
La Cité des arts et des sciences s'articule autour de six constructions, dont un jardin ombragé, l'Umbracle, et l'Oceanogràfic, un océanarium. Un parc zoologique de 8 hectares, le Bioparc Valencia, se trouve dans l'ouest de la ville.
La ville de Valence offre aussi de nombreuses plages agréables, dont celle de la Malva-Rosa.

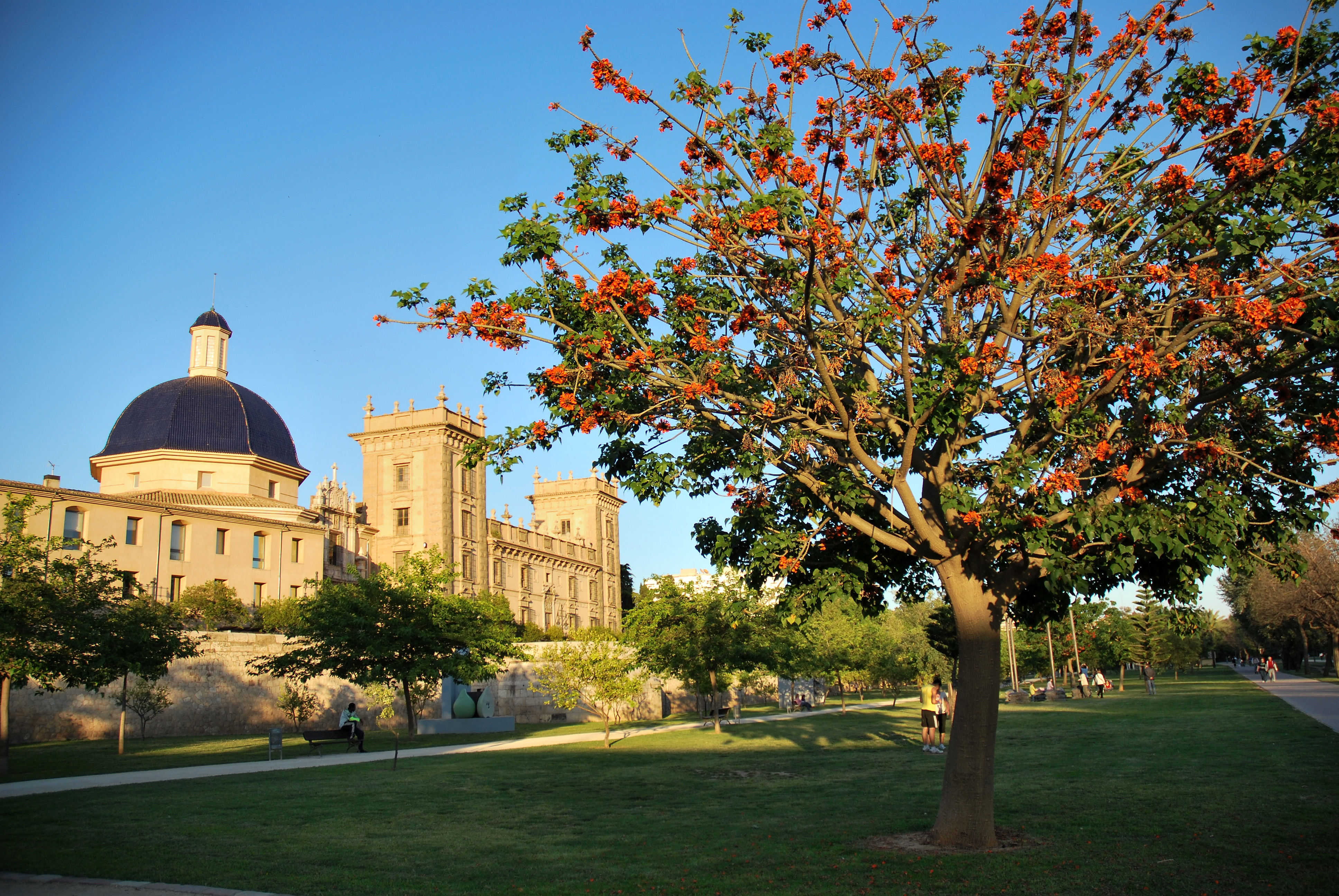
Jardins du Túria.
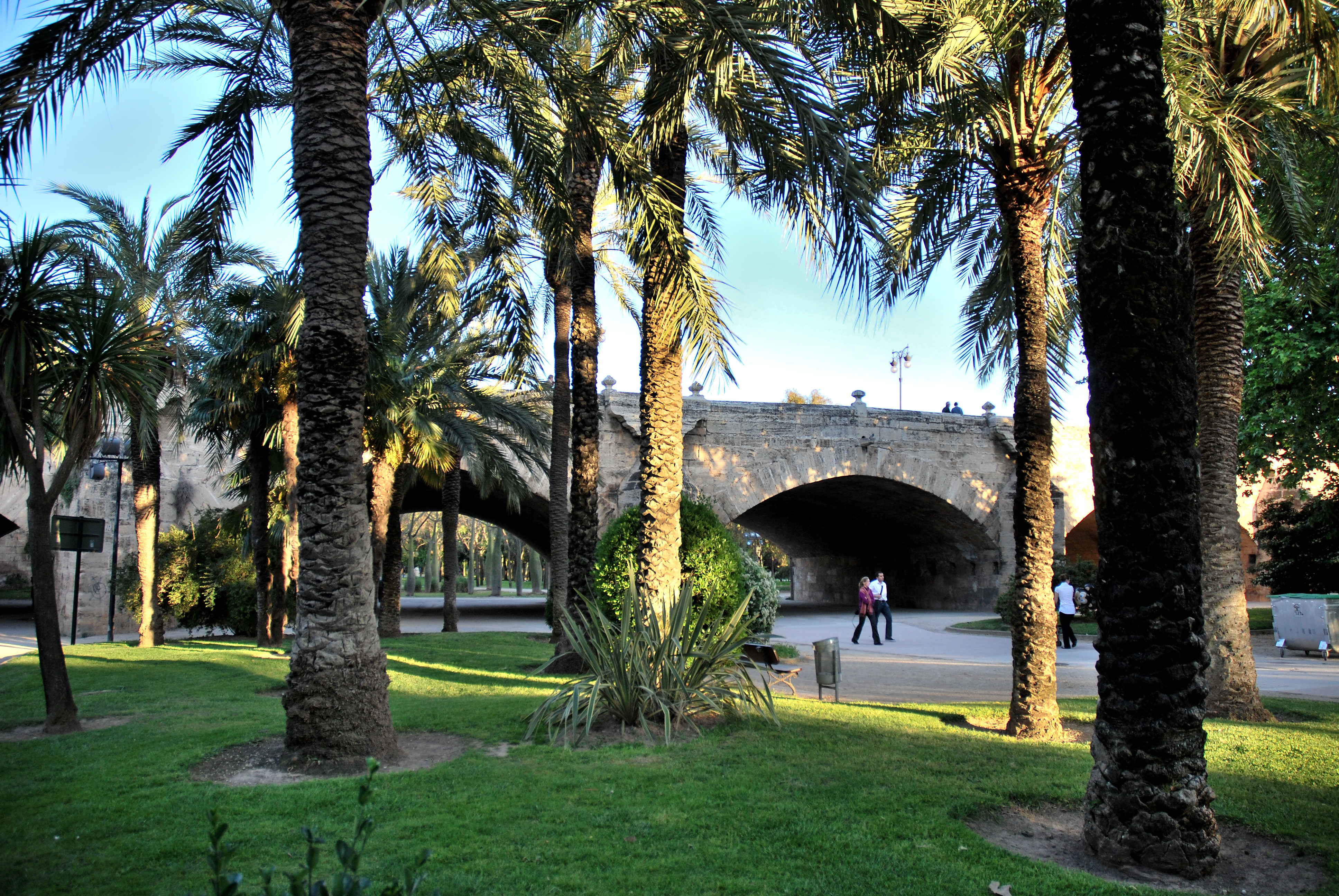
Vieux pont dans le lit du Túria.
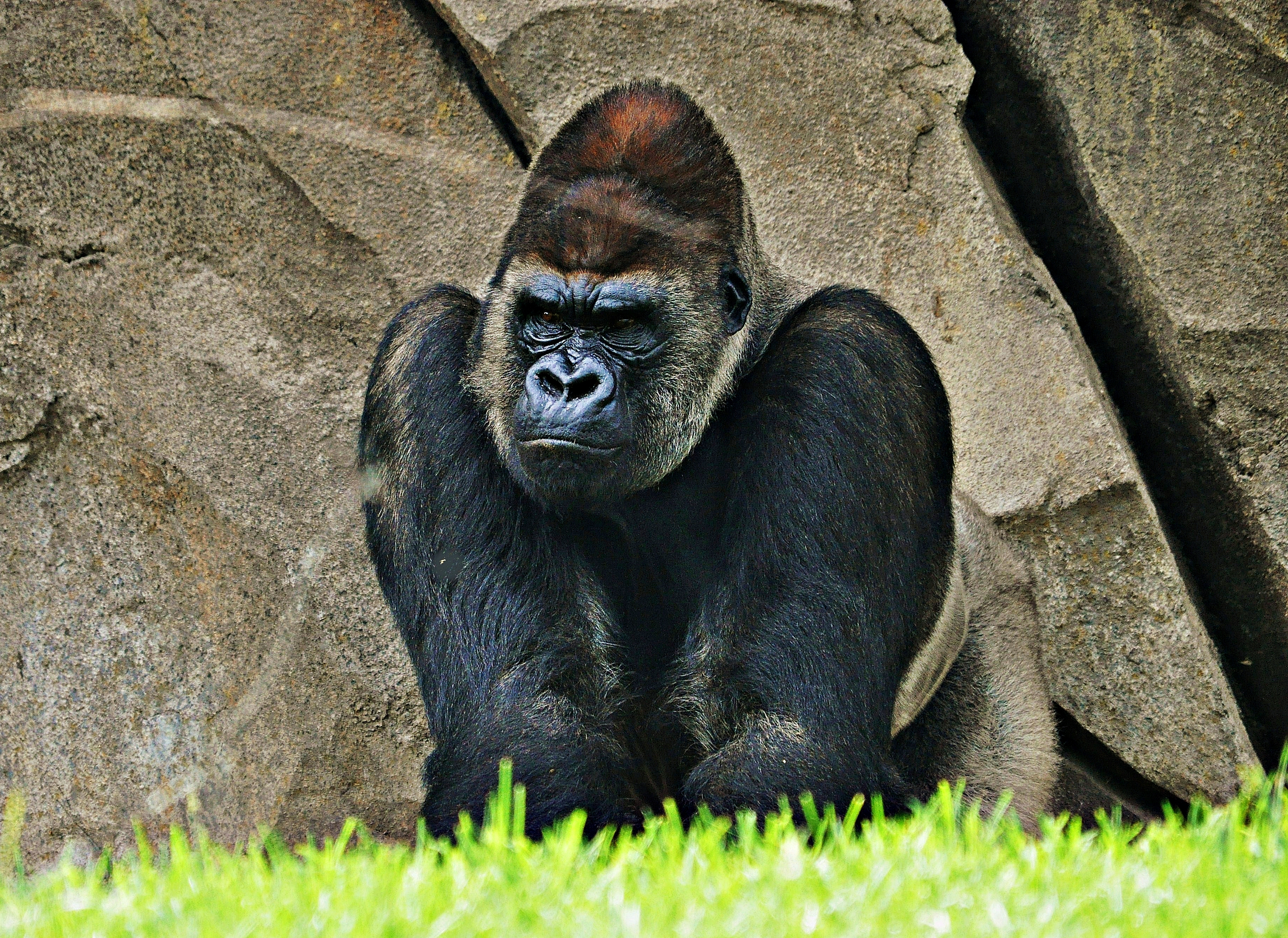
Un gorille au Bioparc Valencia.
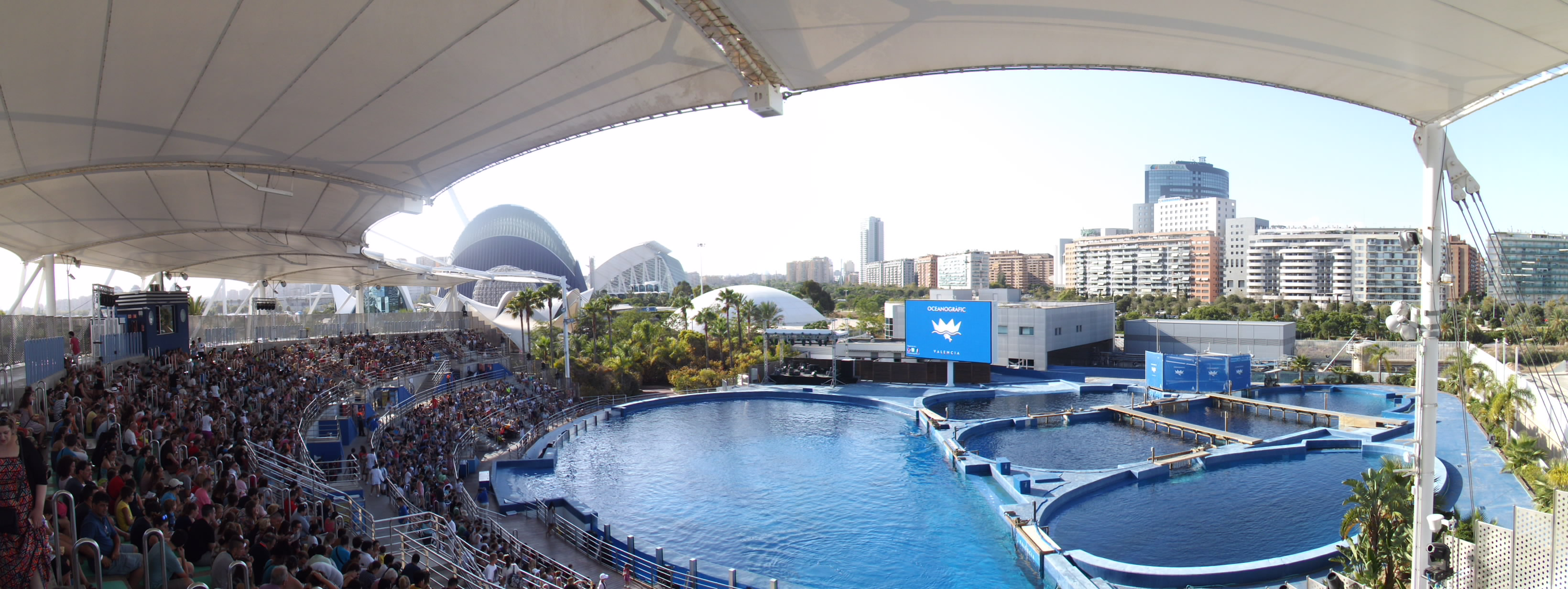
Le delphinarium de l'Oceanogràfic.

## Culture

### Enseignement
L'université de Valence est fondée en 1499 sous le nom d'«Estudi general» (litt. « Étude générale »), grâce à un privilège octroyé par le pape valencien Alexandre VI, ce qui en fait l'une des plus anciennes d'Espagne.
Un autre lieu d'enseignement emblématique de la ville est l'IES Lluís Vives, dont les origines remontent au XVIe siècle,.

### Fêtes et traditions

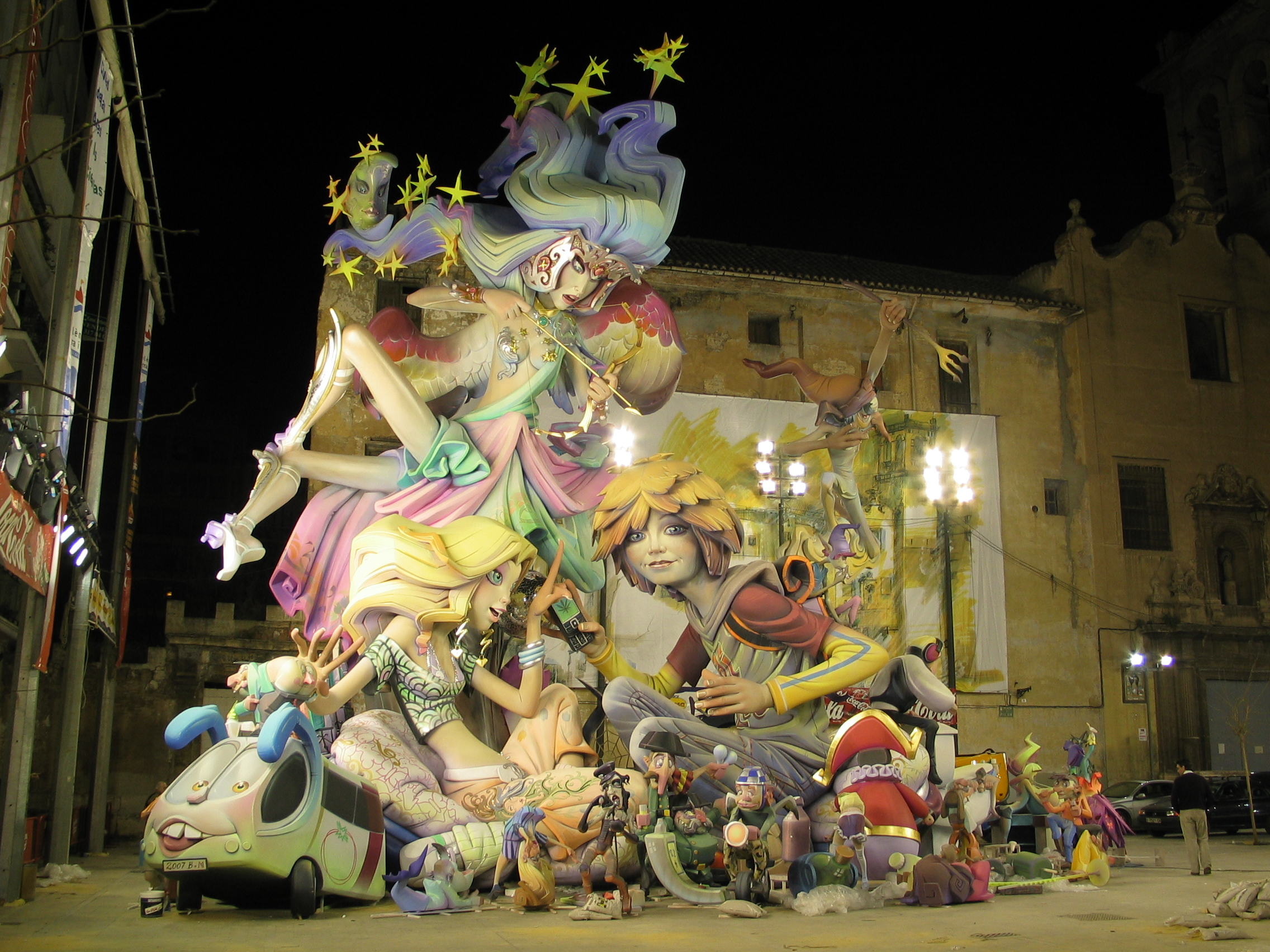
Falla del Carmen 2007.

Les fallas, festa major de la ville, sont l'occasion de diverses célébrations entre le dernier dimanche de février et le 19 mars de chaque année.

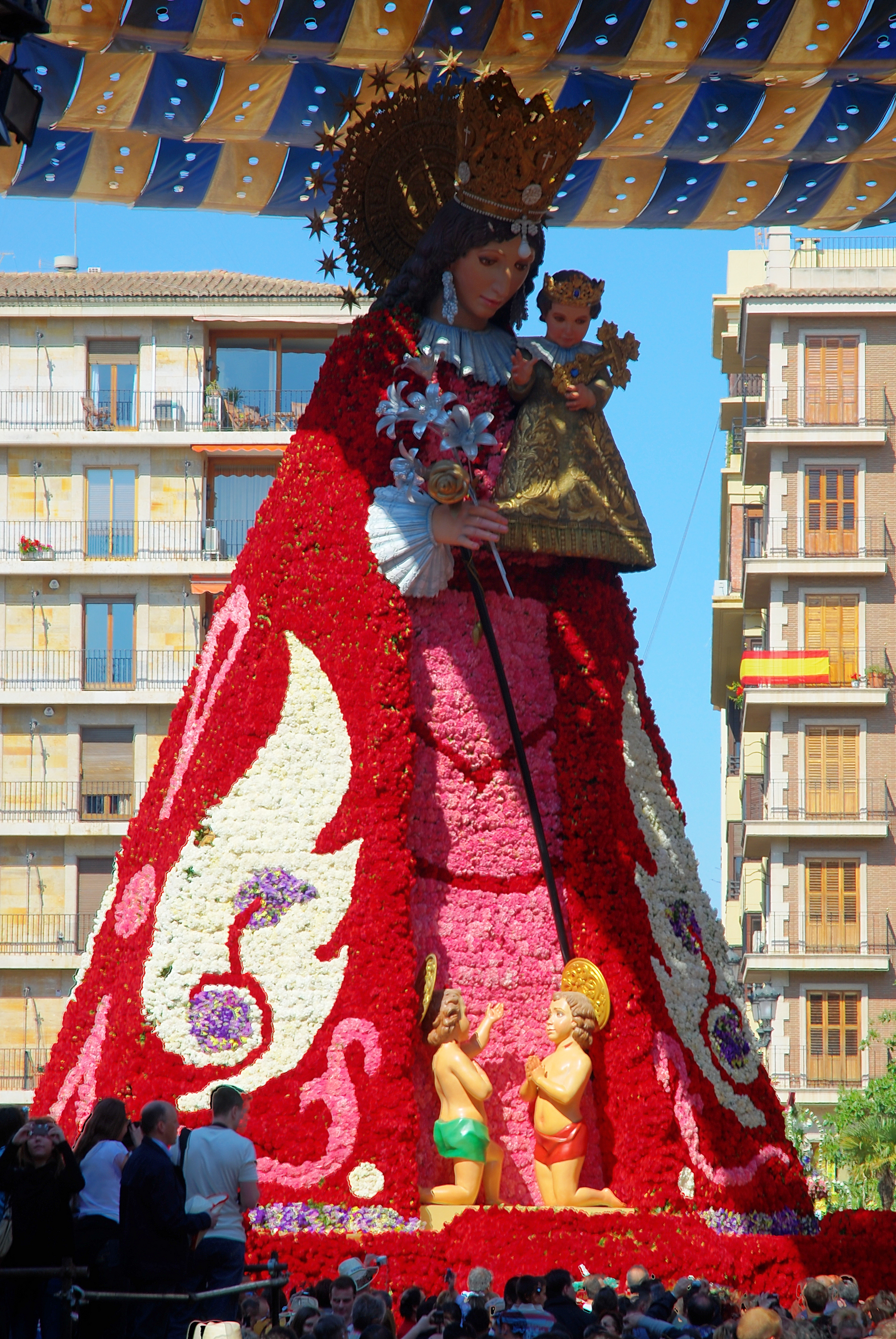
Offrande de fleurs à la Mare de Déu dels Desemparats, sainte patronne de la ville, le 19 mars 2008. Cette cérémonie célébrée chaque année le dernier jour des fallas est un moment de manifestation de ferveur populaire.

Le 9 octobre, fête de la Communauté valencienne, célèbre la prise de Valence par le roi d'Aragon et comte de Barcelone Jacques Ier en 1238.
D'autres fêtes importantes sont la semaine de Pâques, les fêtes de Saint Vincent Ferrier, la Fête-Dieu et la Feria de juillet.

### Sports

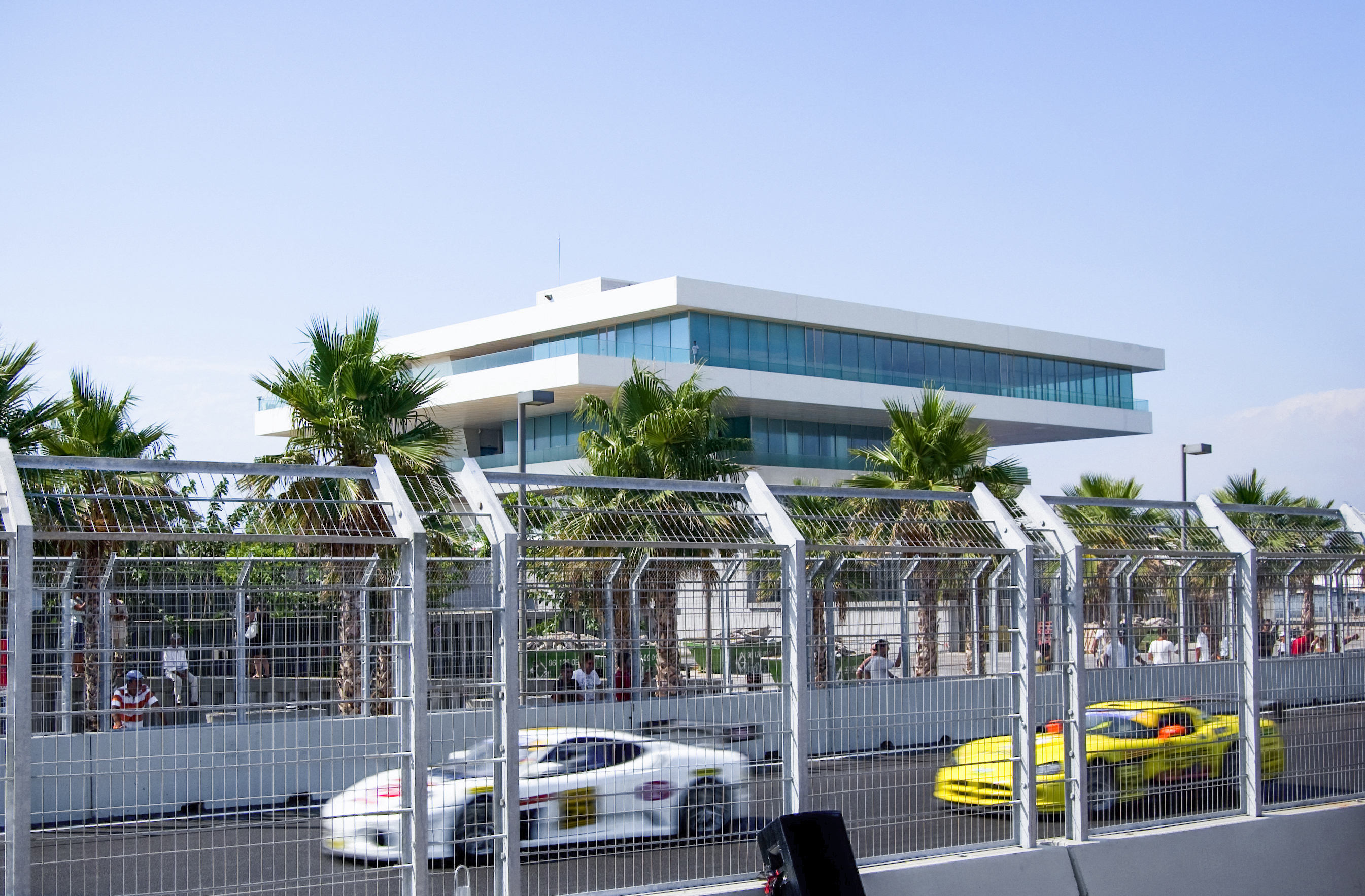
Le pavillon de la coupe de l'America Veles e Vents et le circuit automobile.

#### Football
Le Valence Club de Fútbol a été fondé le 18 mars 1919 et joue actuellement[Quand ?] dans la première division d'Espagne, disputant des matchs au stade local de Mestalla, qui a une capacité de 55 000 spectateurs. Dans le classement historique de la LFP, le Valence CF occupe la troisième place, derrière le Real Madrid et le FC Barcelone. C'est le cinquième club espagnol au nombre de titres nationaux (14 championnats nationaux), et le troisième au nombre de titres internationaux derrière le Real Madrid et le FC Barcelone (5 titres en compétitions de l'UEFA au niveau des clubs). Le Valence CF est également le troisième club espagnol avec le budget le plus élevé, après le Real Madrid CF et le FC Barcelone, avec plus de 100 millions d'euros. Selon un sondage réalisé par la CEI en mai 2007, le Valence CF est le troisième club de football en Espagne (5,3 %), derrière le Real Madrid CF (32,8 %) et le FC Barcelone (25,7 %), devant l'Athletic Bilbao (5,1 %), l'Atlético de Madrid (4,3 %) et le Betis (3,3 %), sur plus de 800 clubs.
La ville a également une autre équipe dans la première division de l'Espagne, le Levante Unión Deportiva. En 1909, le Gimnástico et le Levante ont été fondés, coïncidant avec la fondation de la Fédération de football valencienne. Les deux ont été fusionnés en 1939 sous le nom de Unión Deportiva Levante-Gimnástico, rebaptisé enfin Levante UD en 1941. Dans les années 1960, le stade Ciudad de Valencia a été construit, un nouveau stade de 40 000 mètres carrés dans le quartier d'Orriols, derrière l'arrière de San Miguel de los Reyes. Le stade a été inauguré, sous la présidence d'Antonio Román, le 9 septembre 1969, avec un match amical contre Valence CF.
En raison de l'importance du stade Mestalla, la ville a également accueilli plusieurs matches des principaux tournois de football, puisque le stade Mestalla a été choisi comme siège de l'équipe nationale espagnole pour les matches de la première phase de La Coupe du Monde de Football de 1982 et les Jeux Olympiques de Barcelone de 1992. De même, Mestalla a également accueilli plusieurs finales de Copa del Rey, notamment dans les éditions 1928-1929, 1935-1936, 1989-1990, 1992-1993, 1997-1998, 1999-2000, 2008-2009, 2010-11321 et 2013-2014.

#### Basketball
Le Valencia Basket Club joue dans la Ligue ACB, la plus haute compétition du basket espagnol. Fondé en 1986, le club est l'héritier de la section basket du Valencia Club de Fútbol, jusqu'à la chute de l'équipe de football en deuxième division en 1986, moment où le club de basket-ball prend sa propre identité. Il est parrainé par la société Pamesa, donc il était communément connu jusqu'en 2009 sous le nom de Pamesa Valencia. De 2009 à 2011, la société valencienne Power Electronics a sponsorisé l'équipe, recevant ce nom de Power Electronics Valencia Basket Club. L'équipe dispute ses rencontres au pavillon municipal de Fuente de San Luis à Valence, avec une capacité de 9 000 spectateurs, et porte un maillot et un short orange. Sa tenue est un maillot et un short gris à l'extérieur.
L'autre équipe de basket-ball de la ville est Ros Casares Valencia, l'une des participantes de la ligue féminine de basketball. Cette équipe a été fondée en 1996, en héritant des droits sportifs de Popular Bàsquet Godella, bien que ce ne fut que la saison 1998/1999, lorsque la société Ros Casares a repris l'équipe, et a disparu en 2012. La première fois qu'il a gagné une ligue avec le nom actuel était en 2001, bien que ses meilleurs résultats aient été donnés plusieurs années plus tard, en réalisant un triplet pendant les saisons 2003/04, 2006/07, 2007/08, 2008/09 et 2009/10. C'est un club avec un public nombreux et dévoué, donc en 2009 il a reçu le prix Nostresport pour les meilleurs fans. Il joue également ses matchs dans le pavillon municipal Fuente de San Luis de Valencia.

#### Formule 1
En 2011, Valence a été la capitale européenne du sport, un prix décerné par l'Association des capitales européennes du sport. En outre, dans la ville de Valence, plusieurs championnats sportifs et des tournois de premier ordre mondial ont lieu, ou ont eu lieu. L'un des plus importants est le Grand Prix Européen de Formule 1, qui a eu lieu au circuit urbain de Valence de 2008 à 2012. Le circuit urbain de Valence traverse le quai intérieur du port, puis se dirige vers le Grao et le quartier de Nazareth. Au cours des années 2008 et 2009, le Grand Prix a été célébré au mois d'août, mais en raison des températures élevées qui ont été atteintes, il a été décidé qu'à partir de 2010, il était célébré au mois de juin.

#### Équitation
Un autre évènement sportif de premier ordre est le Grand Prix d'Espagne du Global Champions Tour d'équitation, qui s'est déroulé de 2009 à 2011. Ce GP est un test du circuit équestre international le plus prestigieux au monde, qui est composé de plusieurs compétitions internationales de sauts de catégorie supérieure. Ce tournoi est composé de dix grands prix, qui se déroulent dans dix villes différentes, telles que Hambourg, Monte-Carlo, Rio de Janeiro, etc. Le concours a eu lieu à la Cité des Arts et des Sciences, dans la zone du Musée des Sciences Principe Felipe.

#### Tennis
Le Valencia Open 500 est l'un des 3 tournois ATP organisés en Espagne avec le Madrid Masters et le Conde de Godó de Barcelona. Ce tournoi a été joué sur terre battue dans les locaux du Tennis Club de Valence de 2002 à 2008, lorsque le tournoi a été amélioré avec la restructuration du calendrier ATP, devenant l'un des ATP Open 500. Lors du changement de catégorie, le tournoi s'est déplacé à l'Agora de la Cité des Arts et des Sciences, où le tournoi commencé à se jouer sur un terrain dur.

##### Cyclisme
La ville a accueilli des événements cyclistes majeurs, tels que les XIIèmes Championnats du Monde de cyclisme sur piste, qui se sont déroulés du 7 au 9 mars 2008 au Palais du Vélodrome Luis Puig. Cette nomination a été couronnée de succès puisque le record de pays et d'athlètes participant à un championnat du monde sur piste intérieure a été pulvérisé.

##### Voile
À Valence, deux éditions de la Coupe de l'América ont été organisées, mieux connues sous le nom de America's Cup, le plus ancien trophée sportif du monde, avec 152 ans d'histoire et qui réunit l'excellence du monde de la voile. La première édition de l'America's Cup qui s'est déroulée dans les eaux valenciennes a été l'édition numéro 32 et a eu lieu en 2007, tandis que la deuxième édition a été tenue en 2010.

### Évènements populaires
En plus de tous les évènements professionnels, la ville de Valence célèbre plusieurs évènements sportifs de caractère « populaire » tout au long de l'année, comme la Journée de la pelote valencienne, qui a lieu place de la mairie, en septembre depuis 1992. Cet évènement se compose de différents actes tout au long de la matinée, le point culminant étant le duel entre l'équipe valencienne avec une autre sélection internationale.
Le populaire marathon de Valence, organisé depuis 1981 par la Correcaminos Sports Society, est également important, avec la collaboration de la Municipal Sports Foundation et de nombreuses autres entités organisatrices. Ce qui a commencé avec la première édition au début des années 1980, avec quelques athlètes évitant la circulation, est devenu un évènement sportif de haut niveau, dont l'organisation implique plus de 1 600 personnes, pour servir près de 4 000 participants. Alors que le semi-marathon de Valence, de 21 097,50 mètres de long, est également une vieille tradition. Cette course est également organisée par la Correcaminos Sports Society, depuis 1990, et son circuit, qui circule sur l'asphalte de la ville, a été approuvée par la Fédération Royale Espagnole d'Athlétisme.

### La gastronomie
Dans la gastronomie traditionnelle de la ville, le fameux régime méditerranéen, l'utilisation du riz, l'huile d'olive, les légumes du jardin et les poissons et crustacés de la côte méditerranéenne sont très présents.
Le plat le plus international de Valence est la paella (nom du récipient où il est cuit), qui était à l'origine un humble plat cuisiné par les habitants du marais d'Albufera. Ce plat est basé sur le riz, bien qu'il soit complété par des produits de la région, principalement du poulet, du lapin, du canard, des escargots, des légumineuses et des légumes frais. Au fil du temps, plusieurs variantes de la paella sont apparues, comme celle faite avec des fruits de mer, qui ne portent que des légumes, ou celle qui remplace le riz avec des nouilles, les soi-disant fideuá. Tous les types de paellas et de fideuás sont généralement assaisonnés avec du citron et non avec de l'aïoli, comme on le fait habituellement dans les autres plats de riz typiques (arroz a banda ou arroz negro).
À Valence, il existe aussi une grande tradition de gâteaux et de friandises, qui se distinguent par la variété de biscuits et de gâteaux, comme la coca de llanda (gâteau au pain), la coca de sachi, la coca cristina, la coca de raisins secs et de noix, la mona de Pascua ou le panquemado, bien que la variété de bonbons comprend également les fartones, les beignets, le massepain, les dragées ou les rosquilletas, parmi beaucoup d'autres. Les ingrédients principaux sont presque toujours des amandes, du sucre et du miel, car beaucoup des bonbons qui font partie de la culture gastronomique valencienne sont d'origine andalouse.
En ce qui concerne les boissons, l'orxata de xufa (un lait végétal préparé avec de l'eau, du souchet et souvent du sucre) est une boisson traditionnelle de Valence. Une autre boisson typique est la mistela de muscat, un vin de liqueur doux mais de haute qualité (15 % vol.), qui est fabriqué en ajoutant du vinaigre ou du jus de brandy pour interrompre la fermentation. Il faut aussi parler du cocktail qui provient de la ville connue comme l'eau de Valence ("Agua de Valencia"), dont les ingrédients fondamentaux sont le cava, la liqueur triple sec et le jus d'orange frais.

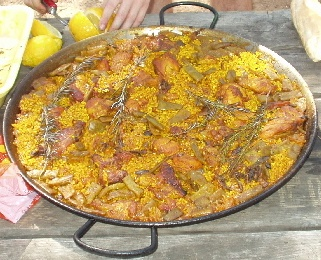
Paella valencienne.
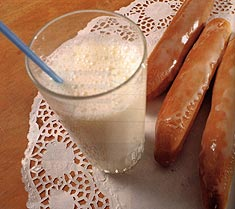
Orxata de xufa (horchata de chufa en castillan).

### Figures emblématiques de la ville

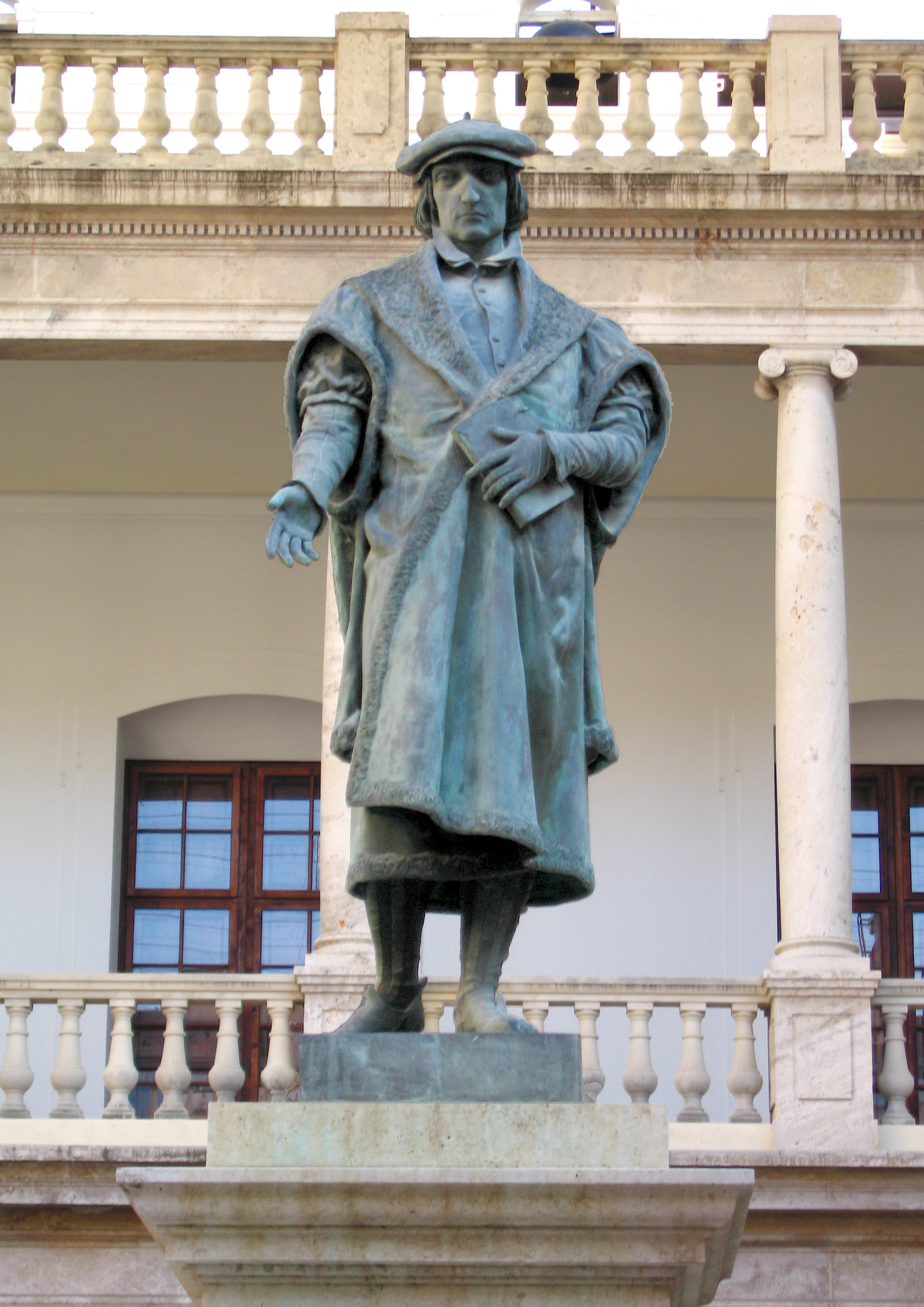
Statue de Jean Louis Vivès à La Nau (Université de Valence).

- Le Cid, héros de la Reconquista, conquiert la ville et y meurt en 1099 ;
- Jacques Ier d'Aragon, natif de Montpellier, conquérant définitif de la ville au Musulmans en 1238 ;
- Francesc Eiximenis, écrivain, théologien et encyclopédiste du XIVe siècle natif de Gérone, connu pour ses descriptions élogieuses et idéalistes de la ville de Valence[123] ;
- Jean Louis Vivès (1492-1540), philosophe et humaniste, est né à Valence[124] ;
- Les frères José et Mariano Benlliure, respectivement peintre et sculpteur, natifs de Valence[125] ;
- Teodor Llorente, écrivain et journaliste, patriarche de la Renaixença valencienne[126], sacré « poète de Valence » par la ville en 1909[127] ;
- Joaquín Sorolla, peintre né à Valence le 27 février 1863[125] ;
- Vicente Blasco Ibáñez (1867-1928), écrivain et homme politique républicain[125] ;
- Vicent Andrés Estellés (1924-1993), poète, chantre de la Valence d'après-guerre civile[128] ;
- Santiago Calatrava Valls, architecte, né le 28 juillet 1951 à Valence, concepteur de plusieurs monuments emblématiques de la ville[129],[130].

### Patrimoine historique et artistique

#### Les monuments et édifices religieux
La vision de la Valence du XIXe siècle comme « ville couvent » est internationalisée par Victor Hugo dans Les Orientales (1829) (« Valence a les clochers de ses trois cents églises ») et reste le trait le plus caractéristique de certaines descriptions faites de la ville pendant plus d'un siècle, que l'on retrouve par exemple dans le guide El País Valenciano de Joan Fuster, publié en 1962.
Le clocher de la Cathédrale Sainte-Marie de Valence, le Micalet, est un des emblèmes de la ville.
- Cathédrale Sainte-Marie de Valence
- Micalet
- Église Saint-Nicolas-et-Saint-Pierre
- Église de Santa Catalina
- Basilique de la Vierge
- Paroisse royale des Santos Juanes
- Église San Juan del Hospital
- Couvent des Carmes
- Monastère de Saint Michel des Rois
- Cruces termino
- Église des Saints-Jean

#### Les monuments et édifices civils
- Thermes romains de Valentia, site archéologique ;
- Tribunal des Eaux de Valence.

##### Édifices gothiques
- Palais de Benicarló (ou des Borgia)
- Almodi
- Loge de la Soie

##### Édifices baroques et néoclassiques
- Palais du marquis de Dos Aguas
- La Nau

##### Le modernisme

Blason de Valence.

- Estació del Nord
- Marché central

##### Le blason
Le blason de la ville remonte au XIVe siècle et se base sur les armes du roi Jacques Ier d'Aragon (Jaume Ier en catalan) auquel on a incorporé au XVIIe siècle la chauve-souris (rat penat en valencien), en hommage à la légende selon laquelle des chauves-souris auraient réveillé le roi Jacques Ier d'Aragon alors que les musulmans s'approchaient de la ville. À la fin de la guerre d'indépendance espagnole (1808-1814), il s'y est ajouté deux branches de laurier octroyées par le roi Ferdinand VII d'Espagne, qui symbolisent la défense de la ville contre le maréchal Moncey, de l'armée napoléonienne.

##### Le drapeau
Le drapeau de la ville est également celui que la communauté valencienne a adopté en 1982. Il reprend les couleurs traditionnelles de la couronne d'Aragon présentes dans le blason, lequel a été transformé en drapeau. Ce drapeau est communément appelé Senyera Coronada (« Drapeau couronné »).

## Honneur
L'astéroïde (5941) Valencia est nommé en son honneur.